# Campionato del mondo rally 2021
Il campionato del mondo rally 2021 è stata la 49ª edizione del campionato del mondo rally e si è svolta dal 21 gennaio al 21 novembre 2021.
Le squadre e gli equipaggi hanno gareggiato in dodici eventi ed erano in palio i titoli iridati piloti, co-piloti e costruttori. Gli equipaggi competono in auto conformi ai regolamenti del gruppo R. Solo i costruttori che gareggiavano con vetture Rally1 omologate secondo i regolamenti introdotti nel 2017 potevano ottenere punti nel campionato costruttori.
Il campionato è iniziato il 21 gennaio con il Rally di Monte Carlo e si è concluso il 21 novembre con il Rally di Monza. La serie fu ancora una volta supportata dalle categorie World Rally Championship-2 e World Rally Championship-3 in ogni tappa del campionato e dal Junior World Rally Championship in eventi selezionati.
Sébastien Ogier e Julien Ingrassia erano i campioni in carica dopo aver conquistato il settimo titolo in carriera nella passata stagione al Rally di Monza, ultima gara dell'anno. Hyundai Motorsport è invece il campione uscente nei costruttori per il secondo anno consecutivo.
Parteciparono al campionato gli stessi team che si erano contesi il titolo nel 2020, ovvero M-Sport con la Ford Fiesta WRC, Toyota con la Yaris WRC (la cui gestione era sempre affidata alla squadra Toyota Gazoo Racing), Hyundai con la i20 Coupe WRC e la scuderia privata 2C Competition, che prese parte al campionato sempre con delle Hyundai i20 Coupe WRC.
Importante cambiamento si ebbe nella fornitura ufficiale degli pneumatici, con Pirelli che subentrò a Michelin stipulando un contratto di tre anni con gli organizzatori del mondiale; il costruttore italiano ritornò sulle scena del massimo campionato rallistico dall'abbandono avvenuto al termine della stagione 2010.
I titoli piloti e copiloti 2021 sono stati vinti dai francesi Sébastien Ogier e Julien Ingrassia alla guida di una Toyota Yaris WRC del team ufficiale Toyota, al loro ottavo alloro iridato dopo i sei conquistati consecutivamente dal 2013 al 2018 e quello vinto nella stagione precedente; la conquista matematica è avvenuta proprio alla dodicesima e ultima gara, il Rally di Monza, dove giunsero al primo posto mentre il rivale per la classifica generale, il compagno di scuderia Elfyn Evans, è giunto secondo. L'appuntamento di Monza fu inoltre l'ultima gara della carriera agonistica per Ingrassia, il quale prese la decisione di ritirarsi qualche settimana prima, mentre stesso Ogier disputerà sempre con Toyota il campionato successivo in maniera parziale, non prendendo parte a tutti gli appuntamenti in calendario. L'alloro iridato marche è stato conquistato dalla scuderia Toyota, da quest'anno guidata dall'ex pilota Jari-Matti Latvala, strappando il titolo ai rivali della Hyundai Motorsport, vincitori nelle ultime due stagioni.
Il campionato piloti WRC-2 è stato vinto con una gara di anticipo dal norvegese Andreas Mikkelsen alla guida di una Škoda Fabia Rally2 Evo della scuderia tedesca Toksport WRT, mentre il titolo a squadre è andato alla scuderia italiana Movisport; l'alloro riservato ai copiloti è stato invece vinto dal connazionale Torstein Eriksen su Citroën C3 Rally2 del team ungherese TRT World Rally Team, appartenente a un differente equipaggio (era infatti il copilota di Mads Østberg). I titoli piloti e copiloti WRC-3 furono invece conquistati rispettivamente dal francese Yohan Rossel su Citroën C3 Rally2 e dal polacco Maciej Szczepaniak su Škoda Fabia Rally2 Evo, navigatore di Kajetan Kajetanowicz, sino all'ultimo rivale di Rossel per la conquista del titolo di categoria Nella serie Junior WRC, giunta alla sua ventesima edizione, si impose invece la coppia finlandese composta da Sami Pajari e Marko Salminen su Ford Fiesta Rally4.

## Calendario

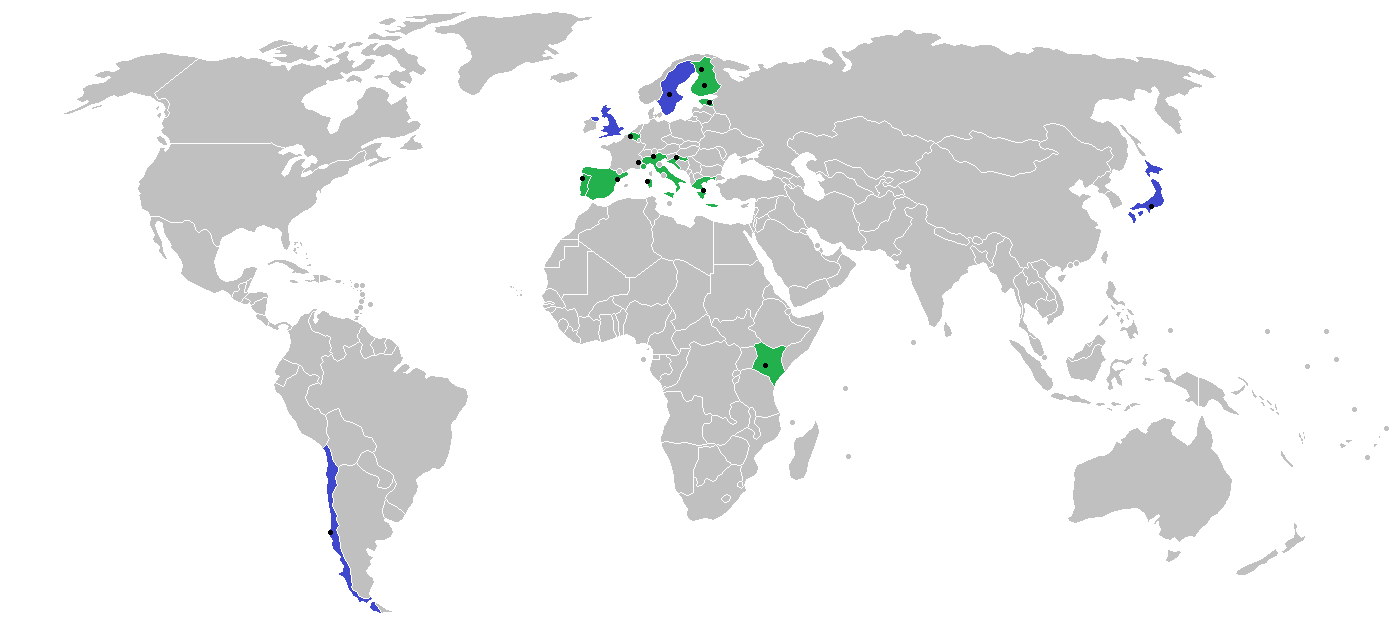
Mappa che illustra le sedi di gara del mondiale 2021. In blu gli appuntamenti che sono stati cancellati

Il campionato, con i suoi dodici appuntamenti, toccherà due continenti, con undici gare da disputarsi in Europa e una in Africa.
| Calendario definitivo | Calendario definitivo | Calendario definitivo                                   | Calendario definitivo            | Calendario definitivo |
| Tappa                 | Data                  | Rally                                                   | Sede                             | Superficie            |
| --------------------- | --------------------- | ------------------------------------------------------- | -------------------------------- | --------------------- |
| 1                     | 21-24 gennaio         | 89ème Rallye Automobile de Monte Carlo                  | Gap, Provenza-Alpi-Costa Azzurra | Asfalto/neve          |
| 2                     | 26-28 febbraio        | Arctic Rally Finland Powered by CapitalBox              | Rovaniemi, Lapponia              | Neve                  |
| 3                     | 22-25 aprile          | Croatia Rally 2021                                      | Zagabria                         | Asfalto               |
| 4                     | 20-23 maggio          | 54º Vodafone Rally de Portugal                          | Matosinhos, Porto                | Sterrato              |
| 5                     | 3-6 giugno            | 18º Rally Italia Sardegna                               | Olbia, Sardegna                  | Sterrato              |
| 6                     | 24-27 giugno          | Safari Rally Kenya 2021                                 | Nairobi, Contea di Nairobi       | Sterrato              |
| 7                     | 15-18 luglio          | 11. Rally Estonia                                       | Tartu, Tartumaa                  | Sterrato              |
| 8                     | 13-15 agosto          | 56ème Renties Ypres Rally Belgium                       | Ypres, Fiandre Occidentali       | Asfalto               |
| 9                     | 9-12 settembre        | 65th EKO Acropolis Rally of Gods                        | Lamia, Grecia Centrale           | Sterrato              |
| 10                    | 1º-3 ottobre          | 70th Secto Automotive Rally Finland                     | Jyväskylä, Finlandia Centrale    | Sterrato              |
| 11                    | 14-17 ottobre         | 56º RallyRACC Catalunya-Costa Daurada - Rally de España | Salou, Catalogna                 | Asfalto               |
| 12                    | 19–21 novembre        | FORUM8 ACI Rally Monza 2021                             | Monza, Lombardia                 | Asfalto               |
| Fonte                 |                       |                                                         |                                  |                       |

| Eventi cancellati | Eventi cancellati | Eventi cancellati | Eventi cancellati                   |
| Rally             | Superficie        | Data prevista     | note                                |
| ----------------- | ----------------- | ----------------- | ----------------------------------- |
| 69th Rally Sweden | Neve              | 11–14 febbraio    | Cancellato a metà dicembre 2020.    |
| 77th Rally UK     | Sterrato          | 19–22 agosto      | Cancellato a inizio gennaio 2021.   |
| Copec Rally Chile | Sterrato          | 9-12 settembre    | Cancellato a fine marzo 2021.       |
| Rally Japan       | Asfalto           | 11-14 novembre    | Cancellato a inizio settembre 2021. |

### Cambiamenti principali rispetto al calendario originario
A metà dicembre del 2020 il rally di Svezia, in programma inizialmente dall'11 al 14 febbraio come consueta seconda prova del mondiale, è stato cancellato a causa della pandemia di COVID-19 e al suo posto è stato inserito il rally Artico, per la prima volta nel calendario del campionato del mondo unificato, avendo in realtà già avuto validità per la Coppa FIA piloti nel 1977 e nel 1978.
Dal 19 al 22 agosto avrebbe dovuto svolgersi il Rally di Gran Bretagna, al ritorno in calendario dopo la cancellazione dell'evento 2020 per il Coronavirus, con sede in Irlanda del Nord anziché in Galles come da tradizione; tuttavia ai primi di gennaio del 2021 la manifestazione è stata annullata per motivazioni legate al presunto basso ritorno economico e turistico della stessa. La gara è stata sostituita con il rally di Ypres, a sua volta inserito a campionato in corso nel 2020 e successivamente cancellato per la pandemia.
Sempre a causa del Coronavirus a fine marzo è stato cancellato anche il rally del Cile, previsto dal 9 al 12 settembre, e al suo posto è stato inserito nella stessa data il rally dell'Acropoli, al ritorno nel massimo campionato dalla sua ultima presenza, avvenuta nel 2013.
Il 7 settembre arriva la decisione di annullare l'unica tappa asiatica in programma, ovvero il Rally del Giappone che si doveva disputare tra 11 e il 14 novembre e in sua sostituzione si terrà il rally di Monza dal 19 al 21 novembre.

## Cambiamenti nel regolamento

### Regolamento sportivo
Rispetto alla precedente stagione, nel 2021 vennero apportate alcune modifiche nel regolamento sportivo, di seguito le principali:
- L'attribuzione dei punti assegnati nella power stage venne estesa anche al campionato costruttori WRC, sino a un massimo di due vetture per ogni scuderia, e ai campionati piloti e copiloti WRC-2 e WRC-3.[19]
- Per assicurare la validità del campionato, dovrà essere disputato almeno il 50% degli eventi previsti nel calendario iniziale; per le serie di supporto (WRC-2, WRC-3 e Junior WRC) gli organizzatori potranno inoltre rivedere in corso d'opera sia il numero minimo di partecipazioni sia quello degli eventi necessari per essere considerati ai fini delle classifiche generali.[19]

## Squadre e piloti

### Iscritti WRC
Sono al via del campionato le quattro squadre protagoniste della precedente stagione, ovvero tre costruttori ufficiali e una scuderia privata.

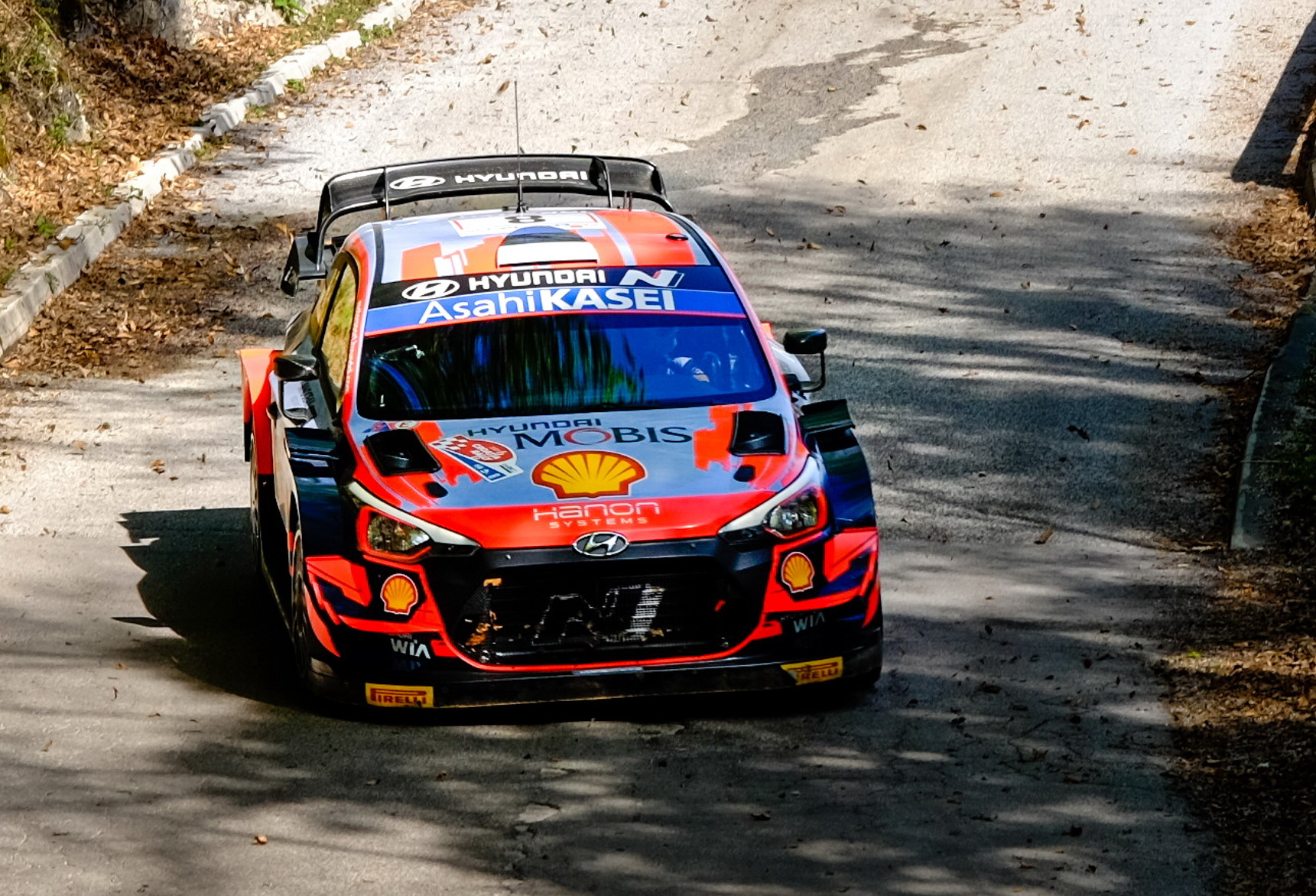
La Hyundai i20 Coupe WRC di Ott Tänak durante il Rally di Croazia.

- Hyundai Shell Mobis WRT: la squadra con base ad Alzenau, in Germania, detentrice degli ultimi due titoli mondiali costruttori e diretta per il terzo anno consecutivo da Andrea Adamo, per il 2021 confermò l'estone Ott Tänak, già campione del mondo nel 2019 e ingaggiato dalla Toyota in vista della stagione 2020, e il belga Thierry Neuville, alla sua ottava stagione consecutiva con il costruttore sudcoreano, entrambi già sotto contratto sino al termine del 2021. Al volante della terza i20 Coupe WRC si alterneranno lo spagnolo Dani Sordo, reduce dalla vittoria al Rally di Sardegna 2020 (in cui trionfò anche nel 2019) che contribuì alla conquista del titolo costruttori per Hyundai, e l'irlandese Craig Breen, il quale disputò due gare nella passata stagione (Svezia ed Estonia).[21] Ad affiancare Tänak sarà sempre il copilota Martin Järveoja mentre Neuville inaspettatamente annunciò pochi giorni prima dell'avvio del campionato che non farà più coppia con Nicolas Gilsoul e disputerà l'intera stagione con Martin Wydaeghe alla lettura delle note[22]; per Carlos del Barrio, copilota di Sordo nelle ultime stagioni, venne invece annunciato che correrà al fianco del giovane pilota Fabrizio Zaldivar nel campionato WRC-3, non venendo tuttavia rivelato il suo sostituto nell'abitacolo di Sordo, con il quale disputerà comunque il Rally di Monte Carlo prima dello split ufficiale: sarà infatti Borja Rozada a correre il del Portogallo con il pilota spagnolo, il quale sarà sostituito a sua volta da Cándido Carrera a partire dal Rally dell'Acropoli; Breen sarà invece sempre navigato dal connazionale Paul Nagle.

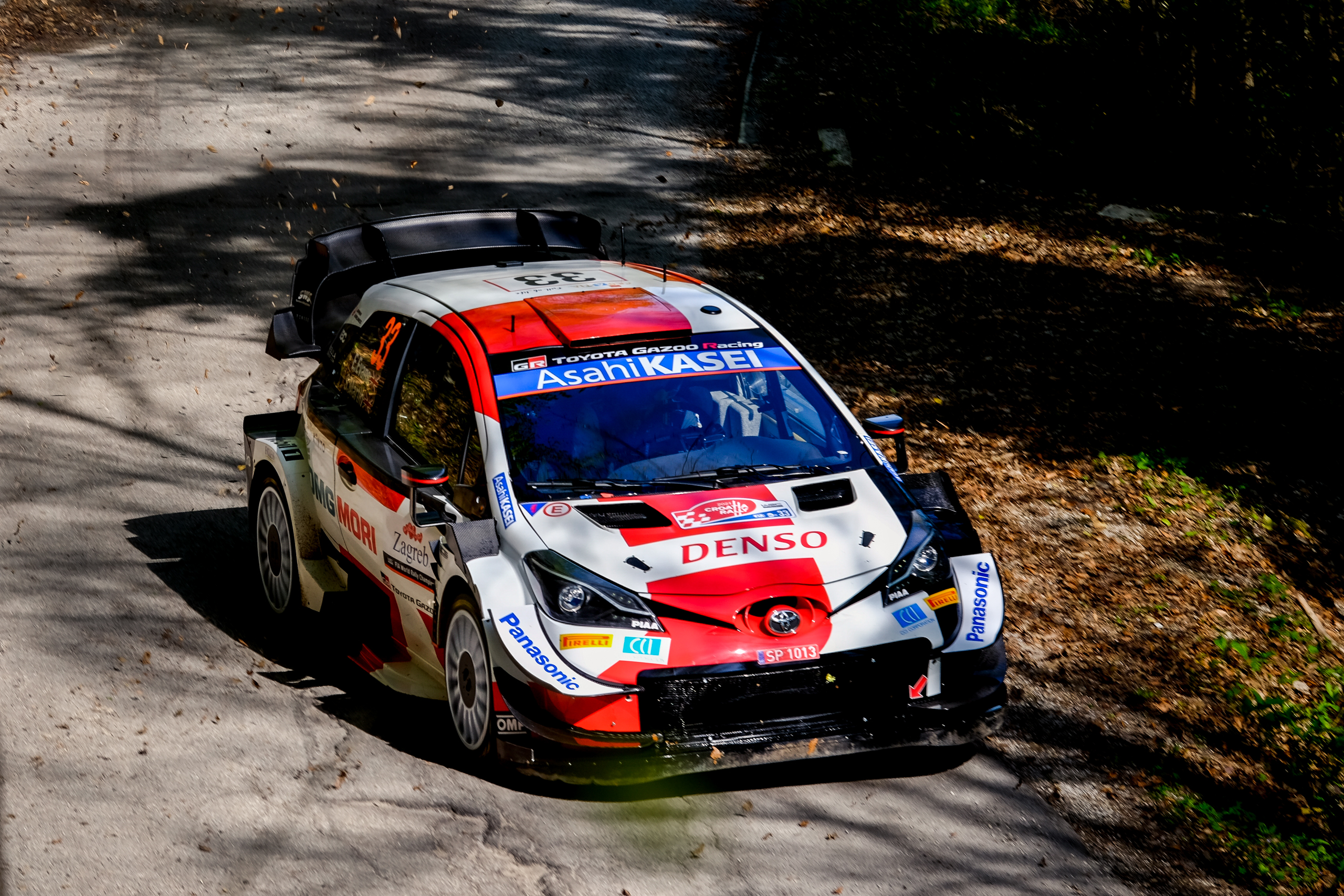
La Toyota Yaris WRC di Elfyn Evans durante il Rally di Croazia.

- Toyota Gazoo Racing WRT: la casa giapponese, continuando ad affidare la gestione della propria squadra alla scuderia Toyota Gazoo Racing WRT, si presentò ai nastri di partenza del mondiale 2021 con gli stessi piloti dell'annata precedente, confermando il gallese Elfyn Evans e il giovane finlandese Kalle Rovanperä, già sotto contratto sino al termine del 2021, e soprattutto il campione del mondo in carica Sébastien Ogier, fresco vincitore del suo settimo titolo mondiale, il quale tornò indietro nella sua decisione di ritirarsi dall'attività agonistica firmando un ulteriore contratto annuale con Toyota; una quarta Yaris WRC verrà invece affidata, come nella precedente stagione, al giapponese Takamoto Katsuta anche se non potrà marcare punti per la classifica costruttori[23]. I copiloti che affiancheranno Ogier, Evans, Rovanperä e Katsuta saranno, come nella passata stagione, Julien Ingrassia, Scott Martin, Jonne Halttunen e Daniel Barritt (quest’ultimo venne sostituito dopo il rally d'Estonia per un infortunio dal connazionale Keaton Williams). Se la line-up degli equipaggi rimase la stessa, vi furono invece cambiamenti sostanziali in seno alla dirigenza sportiva della scuderia, con il pluricampione Tommi Mäkinen che lasciò l'incarico di team principal per assumere un altro ruolo all'interno dell'organigramma della Toyota Motorsport; sotto la sua guida il marchio giapponese vinse un titolo costruttori (2019) e due titoli piloti consecutivi (nel 2019 e nel 2020)[24]; il suo posto venne quindi preso dal connazionale Jari-Matti Latvala, ritiratosi dalle gare al termine del 2019, anno nel quale aiutò il team a vincere il titolo costruttori non venendo poi tuttavia confermato per la stagione successiva[25].

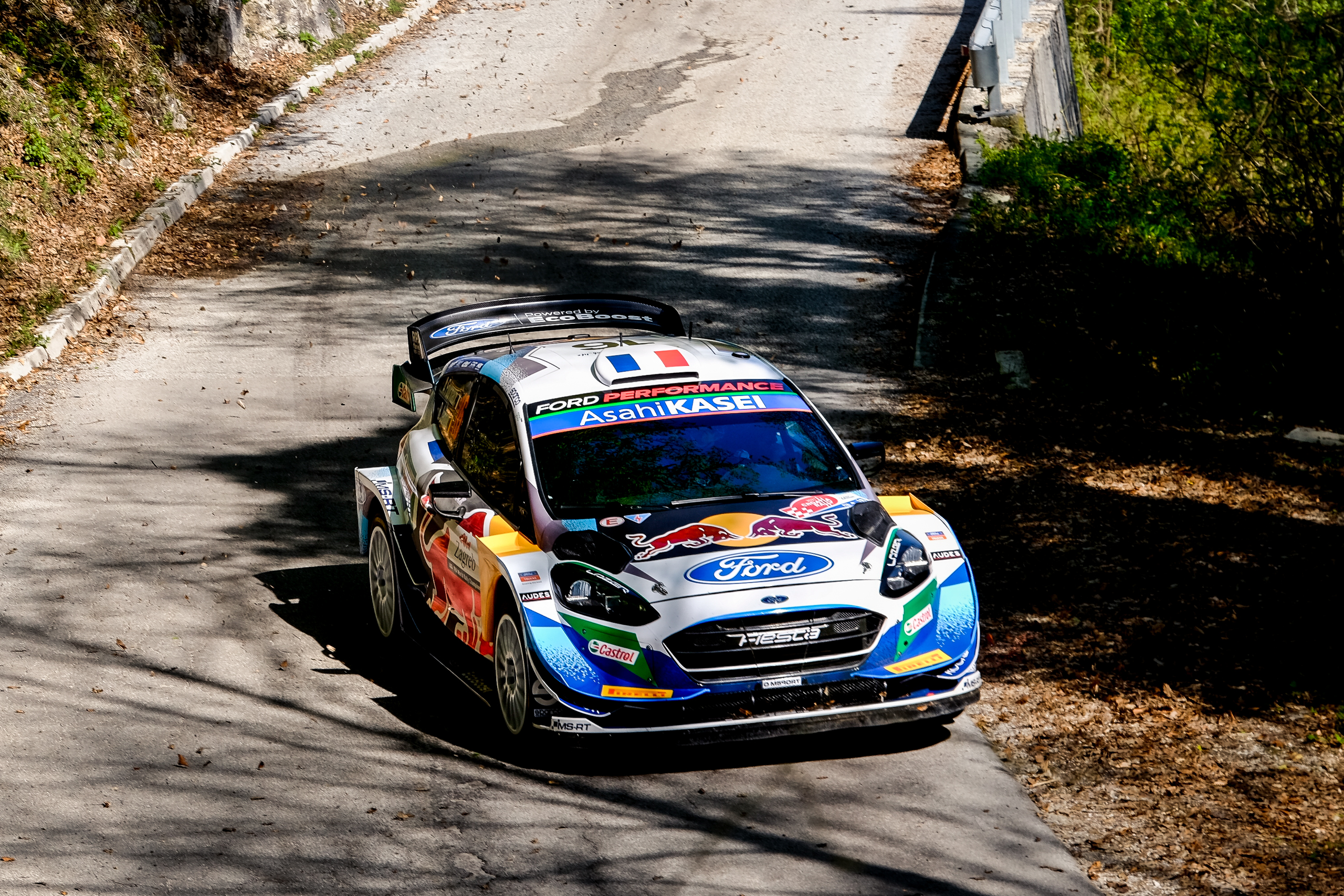
La Ford Fiesta WRC di Adrien Fourmaux durante il Rally di Croazia.

- M-Sport Ford WRT: la scuderia inglese dell'ex pilota Malcolm Wilson annunciò le proprie decisioni in merito ai piloti soltanto all'inizio di gennaio, confermando il britannico Gus Greensmith per disputare la stagione completa, mentre sulla seconda Ford Fiesta WRC si alterneranno il finlandese Teemu Suninen, anch'egli confermato, e il francese Adrien Fourmaux, reduce dal terzo posto ottenuto con M-Sport nella serie cadetta WRC-2 al termine della passata stagione, campionato nel quale si cimenterà saltuariamente anche quest'anno condividendo con Suninen anche la Ford Fiesta Rally2. Non venne invece rinnovato il contratto al finlandese Esapekka Lappi. A dirigere il trittico di drivers più giovane del mondiale 2021 (come già nel 2020) sarà sempre Richard Millener, al timore della scuderia per il secondo anno consecutivo, mentre i navigatori saranno Elliott Edmondson per Greensmith e Renaud Jamoul per Fourmaux; Suninen invece non avrà più al suo fianco l'esperto Jarmo Lehtinen, il quale decise di tornare a ricoprire incarichi dirigenziali presso la squadra Toyota, ma riprese il sodalizio con Mikko Markkula.[26][27]. Nel corso della stagione Greensmith ha cambiato il suo copilota, gareggiando con l'irlandese Chris Patterson (sostituito solamente per il Rally di Sardegna 2021 con il connazionale Stuart Loudon). Il Rally di Ypres è stata l'ultima gara di Teemu Suninen per il team di Malcom Wilson, come annunciato dal pilota finlandese a fine agosto[28].

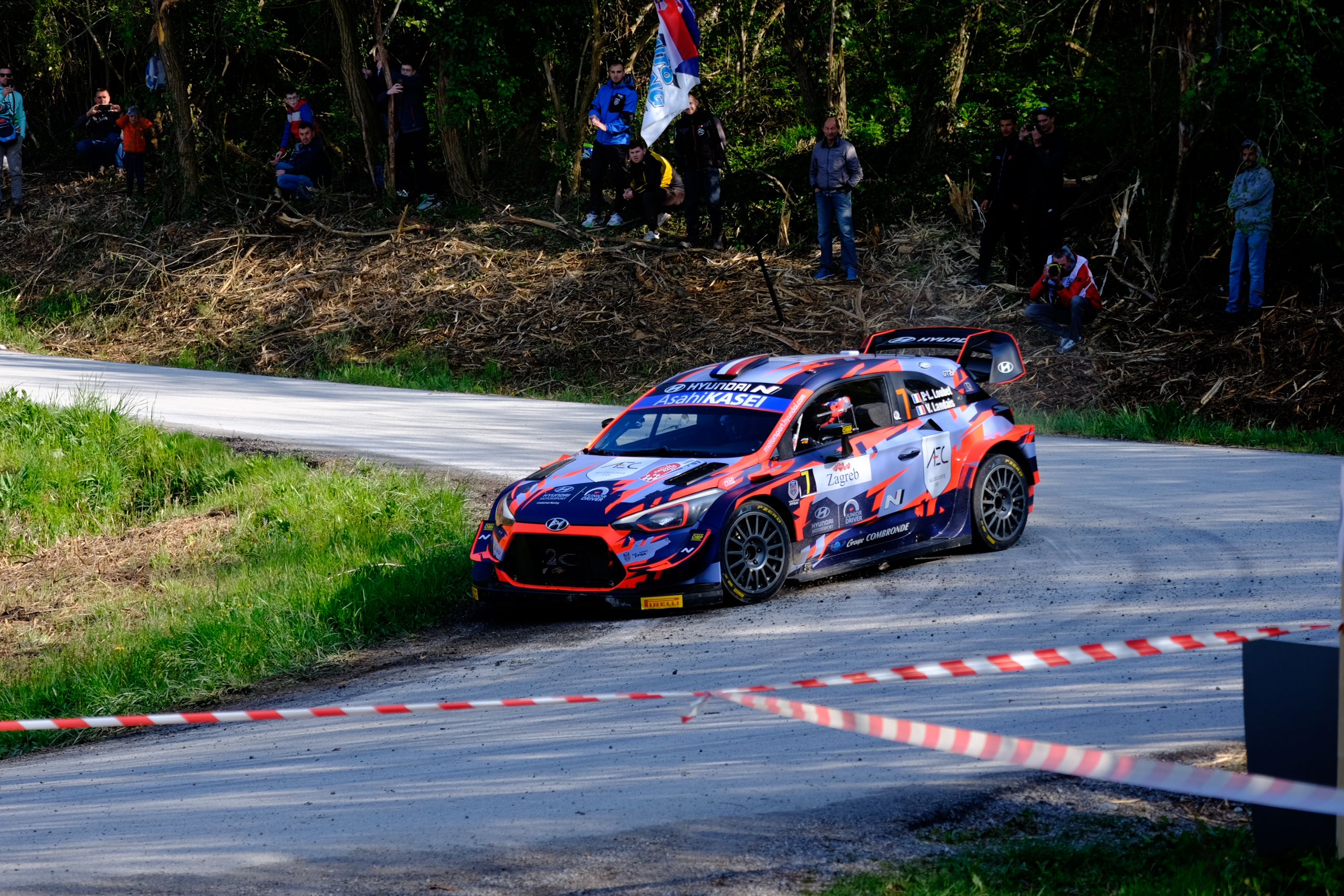
La Hyundai i20 Coupe WRC di Pierre-Louis Loubet durante il Rally di Croazia.

- Hyundai 2C Competition: la scuderia francese 2C Competition, iscrittasi al mondiale verso la metà dell'annata 2020 (in occasione del Rally d'Estonia 2020), decise di presentarsi ai nastri di partenza del campionato 2021 sin dalla prima gara sempre con la vettura Hyundai i20 Coupe WRC e confermando il giovane francese Pierre-Louis Loubet, il quale iniziò l'anno navigato dal solito Vincent Landais per proseguire poi la stagione con al fianco Florian Haut-Labourdette. Venne preparata saltuariamente anche una seconda vettura, affidata allo svedese Oliver Solberg, figlio del campione del mondo 2003 Petter.

| Squadre iscritte al campionato costruttori         | Squadre iscritte al campionato costruttori | Squadre iscritte al campionato costruttori | Squadre iscritte al campionato costruttori | Squadre iscritte al campionato costruttori | Squadre iscritte al campionato costruttori | Squadre iscritte al campionato costruttori | Squadre iscritte al campionato costruttori |
| Costruttori                                        | Auto                                       | Squadre                                    | Pneumatici                                 | N°                                         | Piloti                                     | Copiloti                                   | Gare                                       |
| -------------------------------------------------- | ------------------------------------------ | ------------------------------------------ | ------------------------------------------ | ------------------------------------------ | ------------------------------------------ | ------------------------------------------ | ------------------------------------------ |
| Hyundai                                            | Hyundai i20 Coupe WRC                      | Hyundai Shell Mobis WRT                    | P                                          | 11                                         | Thierry Neuville                           | Martijn Wydaeghe                           | Tutte                                      |
| Hyundai                                            | Hyundai i20 Coupe WRC                      | Hyundai Shell Mobis WRT                    | P                                          | 6                                          | Dani Sordo                                 | Carlos del Barrio                          | 1                                          |
| Hyundai                                            | Hyundai i20 Coupe WRC                      | Hyundai Shell Mobis WRT                    | P                                          | 6                                          | Dani Sordo                                 | Borja Rozada                               | 4–6                                        |
| Hyundai                                            | Hyundai i20 Coupe WRC                      | Hyundai Shell Mobis WRT                    | P                                          | 6                                          | Dani Sordo                                 | Cándido Carrera                            | 9, 11–12                                   |
| Hyundai                                            | Hyundai i20 Coupe WRC                      | Hyundai Shell Mobis WRT                    | P                                          | 8                                          | Ott Tänak                                  | Martin Järveoja                            | 1–11                                       |
| Hyundai                                            | Hyundai i20 Coupe WRC                      | Hyundai Shell Mobis WRT                    | P                                          | 42                                         | Craig Breen                                | Paul Nagle                                 | 2–3, 7–8, 10                               |
| Hyundai                                            | Hyundai i20 Coupe WRC                      | Hyundai Shell Mobis WRT                    | P                                          | 3                                          | Teemu Suninen                              | Mikko Markkula                             | 12                                         |
| Hyundai                                            | Hyundai i20 Coupe WRC                      | Hyundai 2C Competition                     | P                                          | 7                                          | Pierre-Louis Loubet                        | Vincent Landais                            | 1–3                                        |
| Hyundai                                            | Hyundai i20 Coupe WRC                      | Hyundai 2C Competition                     | P                                          | 7                                          | Pierre-Louis Loubet                        | Florian Haut-Labourdette                   | 4–5, 7–9                                   |
| Hyundai                                            | Hyundai i20 Coupe WRC                      | Hyundai 2C Competition                     | P                                          | 2                                          | Oliver Solberg                             | Sebastian Marshall                         | 2                                          |
| Hyundai                                            | Hyundai i20 Coupe WRC                      | Hyundai 2C Competition                     | P                                          | 2                                          | Oliver Solberg                             | Aaron Johnston                             | 6                                          |
| Hyundai                                            | Hyundai i20 Coupe WRC                      | Hyundai 2C Competition                     | P                                          | 2                                          | Oliver Solberg                             | Craig Drew                                 | 11                                         |
| Hyundai                                            | Hyundai i20 Coupe WRC                      | Hyundai 2C Competition                     | P                                          | 2                                          | Oliver Solberg                             | Elliott Edmondson                          | 12                                         |
| Hyundai                                            | Hyundai i20 Coupe WRC                      | Hyundai 2C Competition                     | P                                          | 14                                         | Nil Solans                                 | Marc Martí                                 | 11                                         |
| Toyota                                             | Toyota Yaris WRC                           | Toyota Gazoo Racing WRT                    | P                                          | 1                                          | Sébastien Ogier                            | Julien Ingrassia                           | Tutte                                      |
| Toyota                                             | Toyota Yaris WRC                           | Toyota Gazoo Racing WRT                    | P                                          | 33                                         | Elfyn Evans                                | Scott Martin                               | Tutte                                      |
| Toyota                                             | Toyota Yaris WRC                           | Toyota Gazoo Racing WRT                    | P                                          | 69                                         | Kalle Rovanperä                            | Jonne Halttunen                            | Tutte                                      |
| Ford                                               | Ford Fiesta WRC                            | M-Sport Ford WRT                           | P                                          | 3                                          | Teemu Suninen                              | Mikko Markkula                             | 1–2, 5, 7                                  |
| Ford                                               | Ford Fiesta WRC                            | M-Sport Ford WRT                           | P                                          | 44                                         | Gus Greensmith                             | Elliott Edmondson                          | 1–2                                        |
| Ford                                               | Ford Fiesta WRC                            | M-Sport Ford WRT                           | P                                          | 44                                         | Gus Greensmith                             | Chris Patterson                            | 3–4, 6–11                                  |
| Ford                                               | Ford Fiesta WRC                            | M-Sport Ford WRT                           | P                                          | 44                                         | Gus Greensmith                             | Stuart Loudon                              | 5                                          |
| Ford                                               | Ford Fiesta WRC                            | M-Sport Ford WRT                           | P                                          | 44                                         | Gus Greensmith                             | Jonas Andersson                            | 12                                         |
| Ford                                               | Ford Fiesta WRC                            | M-Sport Ford WRT                           | P                                          | 16                                         | Adrien Fourmaux                            | Renaud Jamoul                              | 3–4, 6, 8–9                                |
| Ford                                               | Ford Fiesta WRC                            | M-Sport Ford WRT                           | P                                          | 16                                         | Adrien Fourmaux                            | Alexandre Coria                            | 10–12                                      |
| Ford                                               | Ford Fiesta WRC                            | M-Sport Ford WRT                           | P                                          | 9                                          | Jourdan Serderidis                         | Frédéric Miclotte                          | 9                                          |
|                                                    |                                            |                                            |                                            |                                            |                                            |                                            |                                            |
| Ulteriori iscritti non registrati come costruttori |                                            |                                            |                                            |                                            |                                            |                                            |                                            |
| Costruttori                                        | Auto                                       | Squadre                                    | Pneumatici                                 | N°                                         | Piloti                                     | Copiloti                                   | Gare                                       |
| Citroën                                            | Citroën DS3 WRC                            | Cyrille Féraud                             | P                                          | 67                                         | Cyrille Féraud                             | Benoît Manzo                               | 4                                          |
| Citroën                                            | Citroën DS3 WRC                            | Cyrille Féraud                             | P                                          | 50                                         | Cyrille Féraud                             | Benoît Manzo                               | 5                                          |
| Ford                                               | Ford Fiesta WRC                            | JanPro                                     | P                                          | 12                                         | Janne Tuohino                              | Reeta Hämäläinen                           | 2                                          |
| Ford                                               | Ford Fiesta WRC                            | M-Sport Ford WRT                           | P                                          | 37                                         | Lorenzo Bertelli                           | Simone Scattolin                           | 2, 6                                       |
| Ford                                               | Ford Fiesta WRC                            | Armando Pereira                            | P                                          | 53                                         | Armando Pereira                            | Rémi Tutélaire                             | 3                                          |
| Ford                                               | Ford Fiesta WRC                            | Armando Pereira                            | P                                          | 54                                         | Armando Pereira                            | Rémi Tutélaire                             | 11                                         |
| Ford                                               | Ford Fiesta WRC                            | Niko Pulić                                 | P                                          | 54                                         | Niko Pulić                                 | Aleksandra Kovačić                         | 3                                          |
| Toyota                                             | Toyota Yaris WRC                           | Toyota Gazoo Racing WRT                    | P                                          | 18                                         | Takamoto Katsuta                           | Daniel Barritt                             | 1–7                                        |
| Toyota                                             | Toyota Yaris WRC                           | Toyota Gazoo Racing WRT                    | P                                          | 18                                         | Takamoto Katsuta                           | Keaton Williams                            | 8                                          |
| Toyota                                             | Toyota Yaris WRC                           | Toyota Gazoo Racing WRT                    | P                                          | 18                                         | Takamoto Katsuta                           | Aaron Johnston                             | 10–12                                      |
| Toyota                                             | Toyota Yaris WRC                           | RTE-Motorsport                             | P                                          | 4                                          | Esapekka Lappi                             | Janne Ferm                                 | 10                                         |
| note:                                              |                                            |                                            |                                            |                                            |                                            |                                            |                                            |

### Iscritti WRC-2

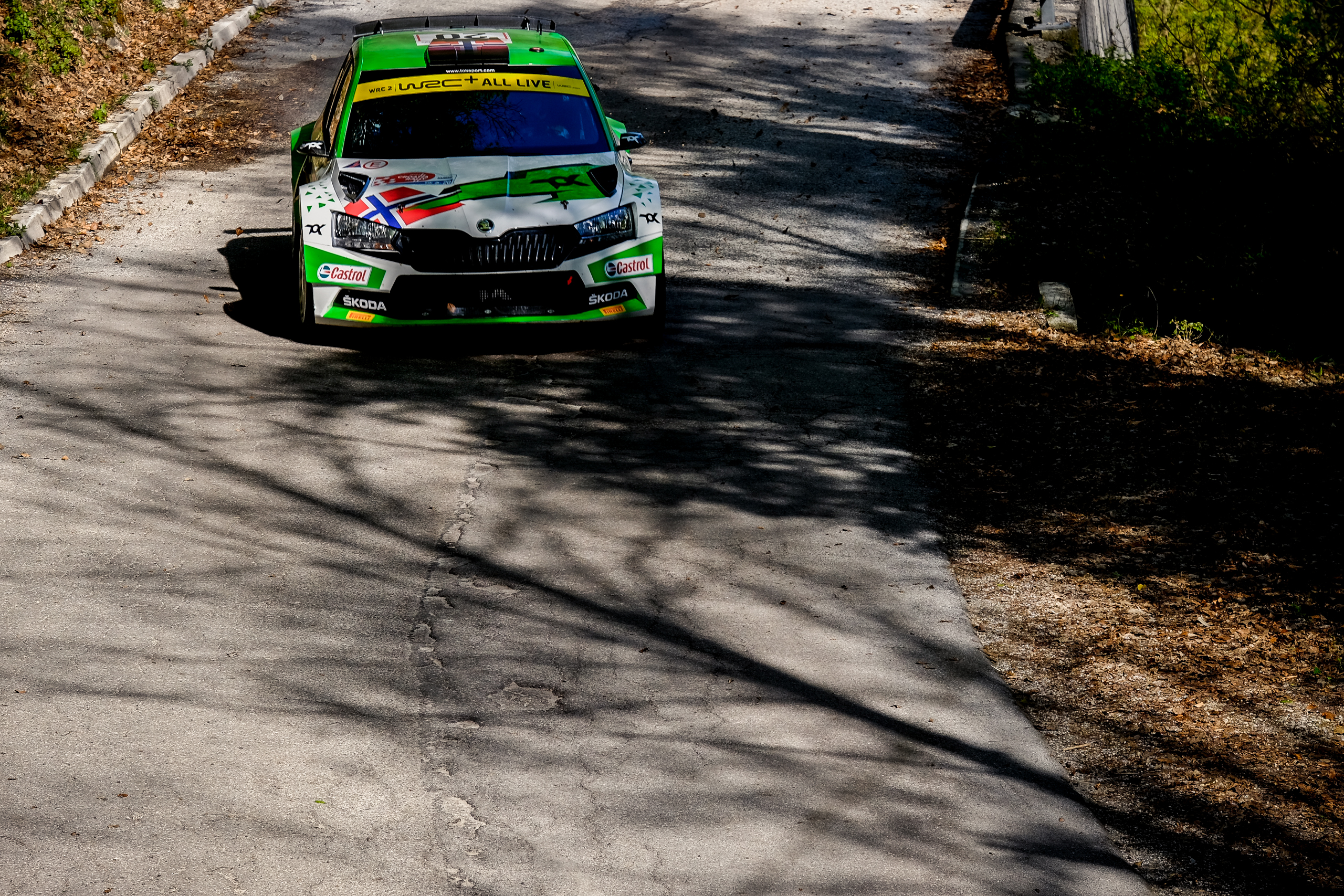
Andreas Mikkelsen sulla Škoda Fabia Rally2 Evo del team tedesco Toksport WRT durante il Rally di Croazia.

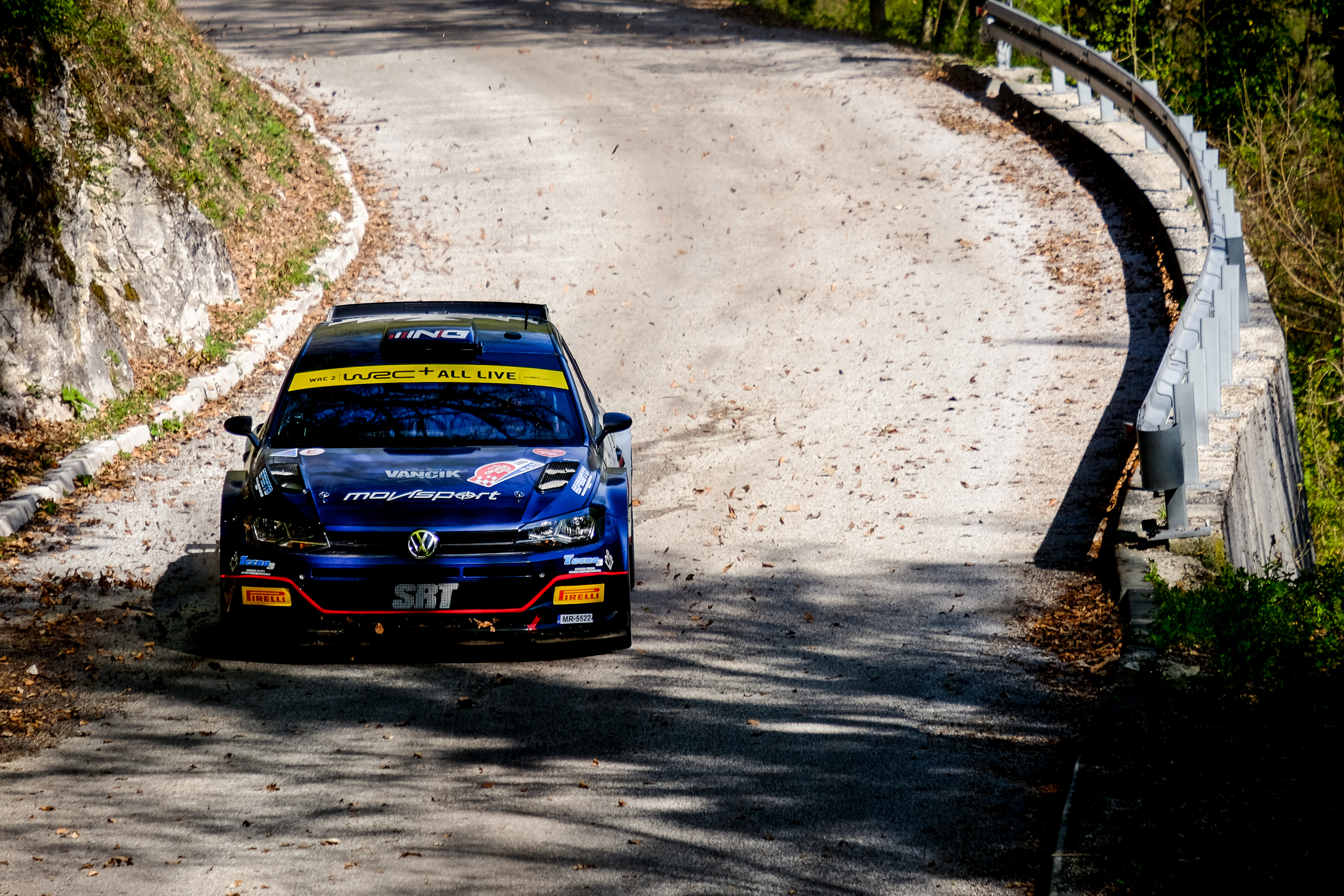
Nikolaj Grjazin sulla Volkswagen Polo GTI R5 del team italiano Movisport SRL durante il Rally di Croazia.

| Iscritti team costruttori WRC-2 | Iscritti team costruttori WRC-2 | Iscritti team costruttori WRC-2 | Iscritti team costruttori WRC-2 | Iscritti team costruttori WRC-2 | Iscritti team costruttori WRC-2 | Iscritti team costruttori WRC-2 |
| Costruttori                     | Auto                            | Squadre                         | Pneumatici                      | Piloti                          | Copiloti                        | Gare                            |
| ------------------------------- | ------------------------------- | ------------------------------- | ------------------------------- | ------------------------------- | ------------------------------- | ------------------------------- |
| Citroën                         | Citroën C3 Rally2               | Saintéloc Junior Team           | P                               | Sean Johnston                   | Alexander Kihurani              | 1–2, 5, 7, 9, 11                |
| Citroën                         | Citroën C3 Rally2               | Saintéloc Junior Team           | P                               | Leonid Urlichich                | Tom Woodburn                    | 9                               |
| Citroën                         | Citroën C3 Rally2               | Sports and You                  | P                               | Eric Camilli                    | François-Xavier Buresi          | 1                               |
| Citroën                         | Citroën C3 Rally2               | Sports and You                  | P                               | Eric Camilli                    | Benjamin Veillas                | 4                               |
| Citroën                         | Citroën C3 Rally2               | Sports and You                  | P                               | Eric Camilli                    | Maxime Vilmot                   | 4                               |
| Citroën                         | Citroën C3 Rally2               | TRT World Rally Team            | P                               | Mads Østberg                    | Torstein Eriksen                | 3–5, 7, 9–11                    |
| Ford                            | Ford Fiesta Rally2              | M-Sport Ford WRT                | P                               | Adrien Fourmaux                 | Renaud Jamoul                   | 1–2, 5, 7                       |
| Ford                            | Ford Fiesta Rally2              | M-Sport Ford WRT                | P                               | Martin Prokop                   | Michal Ernst                    | 2, 9–10                         |
| Ford                            | Ford Fiesta Rally2              | M-Sport Ford WRT                | P                               | Martin Prokop                   | Viktor Chytka                   | 4                               |
| Ford                            | Ford Fiesta Rally2              | M-Sport Ford WRT                | P                               | Martin Prokop                   | Zdeněk Jůrka                    | 5–6                             |
| Ford                            | Ford Fiesta Rally2              | M-Sport Ford WRT                | P                               | Teemu Suninen                   | Mikko Markkula                  | 3–4, 8                          |
| Ford                            | Ford Fiesta Rally2              | M-Sport Ford WRT                | P                               | Tom Kristensson                 | David Arhusiander               | 3–4, 7–8, 10                    |
| Ford                            | Ford Fiesta Rally2              | M-Sport Ford WRT                | P                               | Jari Huttunen                   | Mikko Lukka                     | 12                              |
| Ford                            | Ford Fiesta Rally2              | Movisport SRL                   | P                               | Nikolaj Grjazin                 | Konstantin Aleksandrov          | 9                               |
| Ford                            | Ford Fiesta Rally2              | Movisport SRL                   | P                               | Erik Cais                       | Jindřiška Žáková                | 11                              |
| Hyundai                         | Hyundai i20 R5                  | Hyundai Motorsport N            | P                               | Jari Huttunen                   | Mikko Lukka                     | 2, 5, 7                         |
| Hyundai                         | Hyundai i20 R5                  | Hyundai Motorsport N            | P                               | Ole Christian Veiby             | Jonas Andersson                 | 2, 4                            |
| Hyundai                         | Hyundai i20 R5                  | Hyundai Motorsport N            | P                               | Oliver Solberg                  | Aaron Johnston                  | 4, 7                            |
| Hyundai                         | Hyundai i20 N Rally2            | Hyundai Motorsport N            | P                               | Jari Huttunen                   | Mikko Lukka                     | 8, 10–11                        |
| Hyundai                         | Hyundai i20 N Rally2            | Hyundai Motorsport N            | P                               | Oliver Solberg                  | Aaron Johnston                  | 8–9                             |
| Hyundai                         | Hyundai i20 N Rally2            | Hyundai Motorsport N            | P                               | Oliver Solberg                  | Craig Drew                      | 10                              |
| Hyundai                         | Hyundai i20 N Rally2            | Hyundai Motorsport N            | P                               | Teemu Suninen                   | Mikko Markkula                  | 11                              |
| Škoda                           | Škoda Fabia R5                  | Movisport SRL                   | P                               | Enrico Brazzoli                 | Maurizio Barone                 | 1, 3                            |
| Škoda                           | Škoda Fabia R5                  | Movisport SRL                   | P                               | Enrico Brazzoli                 | Danilo Fappani                  | 5                               |
| Škoda                           | Škoda Fabia Rally2 Evo          | Movisport SRL                   | P                               | Enrico Brazzoli                 | Manuel Fenoli                   | 12                              |
| Škoda                           | Škoda Fabia Rally2 Evo          | Movisport SRL                   | P                               | Nikolaj Grjazin                 | Konstantin Aleksandrov          | 11–12                           |
| Škoda                           | Škoda Fabia Rally2 Evo          | Toksport WRT                    | P                               | Andreas Mikkelsen               | Ola Fløene                      | 1–2, 5, 7                       |
| Škoda                           | Škoda Fabia Rally2 Evo          | Toksport WRT                    | P                               | Andreas Mikkelsen               | Elliott Edmondson               | 9                               |
| Škoda                           | Škoda Fabia Rally2 Evo          | Toksport WRT                    | P                               | Andreas Mikkelsen               | Phil Hall                       | 12                              |
| Škoda                           | Škoda Fabia Rally2 Evo          | Toksport WRT                    | P                               | Marco Bulacia Wilkinson         | Marcelo Der Ohannesian          | 1, 3–5, 7, 9, 12                |
| Škoda                           | Škoda Fabia Rally2 Evo          | Toksport WRT                    | P                               | Eyvind Brynildsen               | Veronica Gulbæk Engan           | 2                               |
| Škoda                           | Škoda Fabia Rally2 Evo          | ALM Motorsport                  | P                               | Georg Linnamäe                  | James Morgan                    | 9                               |
| Volkswagen                      | Volkswagen Polo GTI R5          | Movisport SRL                   | P                               | Esapekka Lappi                  | Janne Ferm                      | 2, 4                            |
| Volkswagen                      | Volkswagen Polo GTI R5          | Movisport SRL                   | P                               | Nikolaj Grjazin                 | Konstantin Aleksandrov          | 2–4, 7–8, 10, 12                |
| Volkswagen                      | Volkswagen Polo GTI R5          | Movisport SRL                   | P                               | Teemu Suninen                   | Mikko Markkula                  | 10                              |
| Volkswagen                      | Volkswagen Polo GTI R5          | ALM Motorsport                  | P                               | Georg Linnamäe                  | Volodymyr Korsia                | 2                               |
| Volkswagen                      | Volkswagen Polo GTI R5          | ALM Motorsport                  | P                               | Georg Linnamäe                  | Tanel Kasesalu                  | 5                               |
| Volkswagen                      | Volkswagen Polo GTI R5          | ALM Motorsport                  | P                               | Georg Linnamäe                  | James Morgan                    | 7, 10–11                        |
| note:                           |                                 |                                 |                                 |                                 |                                 |                                 |

## Risultati e statistiche
| Gara | Nome rally                                                                          | Podio | Podio | Podio                             | Podio                                           | Podio     | Statistiche | Statistiche           | Statistiche | Statistiche |
| Gara | Nome rally                                                                          | Pos.  | N°    | Pilota                            | Squadra                                         | Tempo     | Speciali    | Lunghezza             | Partiti     | Arrivati    |
| ---- | ----------------------------------------------------------------------------------- | ----- | ----- | --------------------------------- | ----------------------------------------------- | --------- | ----------- | --------------------- | ----------- | ----------- |
| 1    | 89ème Rallye Automobile Monte-Carlo (21–24 gennaio) — Resoconto                     | 1     | 1     | Sébastien Ogier Julien Ingrassia  | Toyota Gazoo Racing WRT (Toyota Yaris WRC)      | 2h56'33"7 | (15) 14     | (278,88 km) 257,64 km | 79          | 62          |
| 1    | 89ème Rallye Automobile Monte-Carlo (21–24 gennaio) — Resoconto                     | 2     | 33    | Elfyn Evans Scott Martin          | Toyota Gazoo Racing WRT (Toyota Yaris WRC)      | +32"6     | (15) 14     | (278,88 km) 257,64 km | 79          | 62          |
| 1    | 89ème Rallye Automobile Monte-Carlo (21–24 gennaio) — Resoconto                     | 3     | 11    | Thierry Neuville Martijn Wydaeghe | Hyundai Shell Mobis WRT (Hyundai i20 Coupe WRC) | +1'13"5   | (15) 14     | (278,88 km) 257,64 km | 79          | 62          |
|      |                                                                                     |       |       |                                   |                                                 |           |             |                       |             |             |
| 2    | Arctic Rally Finland Powered by CapitalBox (26–28 febbraio) — Resoconto             | 1     | 8     | Ott Tänak Martin Järveoja         | Hyundai Shell Mobis WRT (Hyundai i20 Coupe WRC) | 2h03'49"6 | 10          | 251,08 km             | 55          | 51          |
| 2    | Arctic Rally Finland Powered by CapitalBox (26–28 febbraio) — Resoconto             | 2     | 69    | Kalle Rovanperä Jonne Halttunen   | Toyota Gazoo Racing WRT (Toyota Yaris WRC)      | +17"5     | 10          | 251,08 km             | 55          | 51          |
| 2    | Arctic Rally Finland Powered by CapitalBox (26–28 febbraio) — Resoconto             | 3     | 11    | Thierry Neuville Martijn Wydaeghe | Hyundai Shell Mobis WRT (Hyundai i20 Coupe WRC) | +19"8     | 10          | 251,08 km             | 55          | 51          |
|      |                                                                                     |       |       |                                   |                                                 |           |             |                       |             |             |
| 3    | Croatia Rally 2021 (22–25 aprile) — Resoconto                                       | 1     | 1     | Sébastien Ogier Julien Ingrassia  | Toyota Gazoo Racing WRT (Toyota Yaris WRC)      | 2h51'22"9 | 20          | 300,32 km             | 65          | 55          |
| 3    | Croatia Rally 2021 (22–25 aprile) — Resoconto                                       | 2     | 33    | Elfyn Evans Scott Martin          | Toyota Gazoo Racing WRT (Toyota Yaris WRC)      | +0"6      | 20          | 300,32 km             | 65          | 55          |
| 3    | Croatia Rally 2021 (22–25 aprile) — Resoconto                                       | 3     | 11    | Thierry Neuville Martijn Wydaeghe | Hyundai Shell Mobis WRT (Hyundai i20 Coupe WRC) | +8"1      | 20          | 300,32 km             | 65          | 55          |
|      |                                                                                     |       |       |                                   |                                                 |           |             |                       |             |             |
| 4    | 54º Vodafone Rally de Portugal (20–23 maggio) — Resoconto                           | 1     | 33    | Elfyn Evans Scott Martin          | Toyota Gazoo Racing WRT (Toyota Yaris WRC)      | 3h38'26"2 | 20          | 337,51 km             | 77          | 44          |
| 4    | 54º Vodafone Rally de Portugal (20–23 maggio) — Resoconto                           | 2     | 6     | Dani Sordo Borja Rozada           | Hyundai Shell Mobis WRT (Hyundai i20 Coupe WRC) | +28"3     | 20          | 337,51 km             | 77          | 44          |
| 4    | 54º Vodafone Rally de Portugal (20–23 maggio) — Resoconto                           | 3     | 1     | Sébastien Ogier Julien Ingrassia  | Toyota Gazoo Racing WRT (Toyota Yaris WRC)      | +1'23"6   | 20          | 337,51 km             | 77          | 44          |
|      |                                                                                     |       |       |                                   |                                                 |           |             |                       |             |             |
| 5    | 18º Rally Italia Sardegna (3–6 giugno) — Resoconto                                  | 1     | 1     | Sébastien Ogier Julien Ingrassia  | Toyota Gazoo Racing WRT (Toyota Yaris WRC)      | 3h19'26"4 | 20          | 303,10 km             | 55          | 40          |
| 5    | 18º Rally Italia Sardegna (3–6 giugno) — Resoconto                                  | 2     | 33    | Elfyn Evans Scott Martin          | Toyota Gazoo Racing WRT (Toyota Yaris WRC)      | +46"0     | 20          | 303,10 km             | 55          | 40          |
| 5    | 18º Rally Italia Sardegna (3–6 giugno) — Resoconto                                  | 3     | 11    | Thierry Neuville Martijn Wydaeghe | Hyundai Shell Mobis WRT (Hyundai i20 Coupe WRC) | +1'05"2   | 20          | 303,10 km             | 55          | 40          |
|      |                                                                                     |       |       |                                   |                                                 |           |             |                       |             |             |
| 6    | Safari Rally Kenya 2021 (24-27 giugno) — Resoconto                                  | 1     | 1     | Sébastien Ogier Julien Ingrassia  | Toyota Gazoo Racing WRT (Toyota Yaris WRC)      | 3h18'11"3 | 18          | (320,19 km) 315,26 km | 53          | 26          |
| 6    | Safari Rally Kenya 2021 (24-27 giugno) — Resoconto                                  | 2     | 18    | Takamoto Katsuta Daniel Barritt   | Toyota Gazoo Racing WRT (Toyota Yaris WRC)      | +21"8     | 18          | (320,19 km) 315,26 km | 53          | 26          |
| 6    | Safari Rally Kenya 2021 (24-27 giugno) — Resoconto                                  | 3     | 8     | Ott Tänak Martin Järveoja         | Hyundai Shell Mobis WRT (Hyundai i20 Coupe WRC) | +1'09"5   | 18          | (320,19 km) 315,26 km | 53          | 26          |
|      |                                                                                     |       |       |                                   |                                                 |           |             |                       |             |             |
| 7    | 11. Rally Estonia (15-18 luglio) — Resoconto                                        | 1     | 69    | Kalle Rovanperä Jonne Halttunen   | Toyota Gazoo Racing WRT (Toyota Yaris WRC)      | 2h51'29"1 | 24          | 314,16 km             | 49          | 38          |
| 7    | 11. Rally Estonia (15-18 luglio) — Resoconto                                        | 2     | 42    | Craig Breen Paul Nagle            | Hyundai Shell Mobis WRT (Hyundai i20 Coupe WRC) | +59"9     | 24          | 314,16 km             | 49          | 38          |
| 7    | 11. Rally Estonia (15-18 luglio) — Resoconto                                        | 3     | 11    | Thierry Neuville Martijn Wydaeghe | Hyundai Shell Mobis WRT (Hyundai i20 Coupe WRC) | +1'12"4   | 24          | 314,16 km             | 49          | 38          |
|      |                                                                                     |       |       |                                   |                                                 |           |             |                       |             |             |
| 8    | 56. Renties Ypres Rally Belgium (13-15 agosto) — Resoconto                          | 1     | 11    | Thierry Neuville Martijn Wydaeghe | Hyundai Shell Mobis WRT (Hyundai i20 Coupe WRC) | 2h30'24"2 | (20) 19     | (295,78 km) 286,33 km | 98          | 73          |
| 8    | 56. Renties Ypres Rally Belgium (13-15 agosto) — Resoconto                          | 2     | 42    | Craig Breen Paul Nagle            | Hyundai Shell Mobis WRT (Hyundai i20 Coupe WRC) | +30"7     | (20) 19     | (295,78 km) 286,33 km | 98          | 73          |
| 8    | 56. Renties Ypres Rally Belgium (13-15 agosto) — Resoconto                          | 3     | 69    | Kalle Rovanperä Jonne Halttunen   | Toyota Gazoo Racing WRT (Toyota Yaris WRC)      | +43"1     | (20) 19     | (295,78 km) 286,33 km | 98          | 73          |
|      |                                                                                     |       |       |                                   |                                                 |           |             |                       |             |             |
| 9    | 65th EKO Acropolis Rally of Gods (9-12 settembre) — Resoconto                       | 1     | 69    | Kalle Rovanperä Jonne Halttunen   | Toyota Gazoo Racing WRT (Toyota Yaris WRC)      | 3h25'24"6 | 15          | 292,19 km             | 48          | 42          |
| 9    | 65th EKO Acropolis Rally of Gods (9-12 settembre) — Resoconto                       | 2     | 8     | Ott Tänak Martin Järveoja         | Hyundai Shell Mobis WRT (Hyundai i20 Coupe WRC) | +42"1     | 15          | 292,19 km             | 48          | 42          |
| 9    | 65th EKO Acropolis Rally of Gods (9-12 settembre) — Resoconto                       | 3     | 1     | Sébastien Ogier Julien Ingrassia  | Toyota Gazoo Racing WRT (Toyota Yaris WRC)      | +1'11"3   | 15          | 292,19 km             | 48          | 42          |
|      |                                                                                     |       |       |                                   |                                                 |           |             |                       |             |             |
| 10   | 70th Secto Automotive Rally Finland (1º-3 ottobre) — Resoconto                      | 1     | 33    | Elfyn Evans Scott Martin          | Toyota Gazoo Racing WRT (Toyota Yaris WRC)      | 2h19'13"7 | 19          | 287,11 km             | 43          | 37          |
| 10   | 70th Secto Automotive Rally Finland (1º-3 ottobre) — Resoconto                      | 2     | 8     | Ott Tänak Martin Järveoja         | Hyundai Shell Mobis WRT (Hyundai i20 Coupe WRC) | +14"1     | 19          | 287,11 km             | 43          | 37          |
| 10   | 70th Secto Automotive Rally Finland (1º-3 ottobre) — Resoconto                      | 3     | 42    | Craig Breen Paul Nagle            | Hyundai Shell Mobis WRT (Hyundai i20 Coupe WRC) | +42"2     | 19          | 287,11 km             | 43          | 37          |
|      |                                                                                     |       |       |                                   |                                                 |           |             |                       |             |             |
| 11   | 56º RallyRACC Catalunya-Costa Daurada - Rally de España (14-17 ottobre) — Resoconto | 1     | 11    | Thierry Neuville Martijn Wydaeghe | Hyundai Shell Mobis WRT (Hyundai i20 Coupe WRC) | 2h34'11"8 | 17          | 280,37 km             | 68          | 50          |
| 11   | 56º RallyRACC Catalunya-Costa Daurada - Rally de España (14-17 ottobre) — Resoconto | 2     | 33    | Elfyn Evans Scott Martin          | Toyota Gazoo Racing WRT (Toyota Yaris WRC)      | +24"1     | 17          | 280,37 km             | 68          | 50          |
| 11   | 56º RallyRACC Catalunya-Costa Daurada - Rally de España (14-17 ottobre) — Resoconto | 3     | 6     | Dani Sordo Cándido Carrera        | Hyundai Shell Mobis WRT (Hyundai i20 Coupe WRC) | +35"3     | 17          | 280,37 km             | 68          | 50          |
|      |                                                                                     |       |       |                                   |                                                 |           |             |                       |             |             |
| 12   | FORUM8 ACI Rally Monza 2021 (19–21 novembre) — Resoconto                            | 1     | 1     | Sébastien Ogier Julien Ingrassia  | Toyota Gazoo Racing WRT (Toyota Yaris WRC)      | 2h39'08"6 | 16          | 253,18 km             | 80          | 67          |
| 12   | FORUM8 ACI Rally Monza 2021 (19–21 novembre) — Resoconto                            | 2     | 33    | Elfyn Evans Scott Martin          | Toyota Gazoo Racing WRT (Toyota Yaris WRC)      | +7"3      | 16          | 253,18 km             | 80          | 67          |
| 12   | FORUM8 ACI Rally Monza 2021 (19–21 novembre) — Resoconto                            | 3     | 6     | Dani Sordo Cándido Carrera        | Hyundai Shell Mobis WRT (Hyundai i20 Coupe WRC) | +21"3     | 16          | 253,18 km             | 80          | 67          |

## Classifiche

### Punteggio
Il punteggio è rimasto inalterato rispetto alla precedente edizione, venendo invece introdotta l'estensione dei punti assegnati nella power stage anche al campionato costruttori WRC, sino a un massimo di due vetture per ogni scuderia.
| Posizione finale | 1ª | 2ª | 3ª | 4ª | 5ª | 6ª | 7ª | 8ª | 9ª | 10ª |
| Punti            | 25 | 18 | 15 | 12 | 10 | 8  | 6  | 4  | 2  | 1   |

| Posizione nella Power stage | 1ª | 2ª | 3ª | 4ª | 5ª |
| Punti                       | 5  | 4  | 3  | 2  | 1  |

A parità di punteggio prevale chi ha ottenuto il miglior risultato e/o il maggior numero di essi.

### Classifica piloti
| Pos. | Pilota                    | MON | ART | CRO | POR | SAR | SAF | EST | YPR | ACR | FIN | SPA | MNZ | Punti |
| ---- | ------------------------- | --- | --- | --- | --- | --- | --- | --- | --- | --- | --- | --- | --- | ----- |
| 1    | Sébastien Ogier           | 1   | 205 | 1   | 3   | 14  | 14  | 43  | 52  | 3   | 5   | 4   | 15  | 230   |
| 2    | Elfyn Evans               | 23  | 5   | 24  | 15  | 2   | 103 | 54  | 45  | 62  | 1   | 23  | 24  | 207   |
| 3    | Thierry Neuville          | 34  | 3   | 3   | 362 | 31  | Rit | 32  | 13  | 84  | Rit | 12  | 41  | 176   |
| 4    | Kalle Rovanperä           | 42  | 21  | Rit | 224 | 223 | 62  | 15  | 34  | 1   | 34  | 5   | 9   | 142   |
| 5    | Ott Tänak                 | Rit | 14  | 45  | 211 | 242 | 31  | 311 | 61  | 25  | 2   | Rit |     | 128   |
| 6    | Dani Sordo                | 5   |     |     | 2   | 175 | 125 |     |     | 4   |     | 31  | 3   | 81    |
| 7    | Takamoto Katsuta          | 6   | 6   | 6   | 4   | 4   | 2   | Rit | Rit |     | 374 | 40  | 72  | 78    |
| 8    | Craig Breen               |     | 42  | 82  |     |     |     | 2   | 2   |     | 35  |     |     | 76    |
| 9    | Gus Greensmith            | 8   | 9   | 7   | 5   | 26  | 4   | 32  | 42  | 5   | 6   | 6   | 8   | 64    |
| 10   | Adrien Fourmaux           | 9   | 48  | 5   | 6   | 30  | 5   | 12  | Rit | 7   | 7   | 16  | 55  | 42    |
| 11   | Teemu Suninen             | Rit | 8   | 10  | 8   | 31  |     | 6   | Rit |     | 8   | 11  | 6   | 29    |
| 12   | Esapekka Lappi            |     | 10  |     | 7   |     |     |     |     |     | 43  |     |     | 22    |
| 13   | Oliver Solberg            | Rit | 7   |     | 11  |     | Rit | Rit | Rit | Rit | Rit | 7   | 5   | 22    |
| 14   | Mads Østberg              |     |     | 9   | 9   | 6   |     | 10  |     | 32  | 9   | 15  |     | 15    |
| 15   | Yohan Rossel              | 11  |     | 14  | 14  | 7   |     |     | 7   | ES  |     |     | 11  | 12    |
| 16   | Jari Huttunen             |     | Rit |     |     | 5   |     | Rit | 19  |     | 11  | Rit | 14  | 10    |
| 17   | Andreas Mikkelsen         | 7   | 11  | 39  |     | Rit |     | 9   |     | 9   |     |     | 16  | 10    |
| 18   | Pierre-Louis Loubet       | 16  | 39  | 29  | Rit | Rit |     | 7   | 56  | Rit |     |     |     | 6     |
| 19   | Onkar Rai                 |     |     |     |     |     | 7   |     |     |     |     |     |     | 6     |
| 20   | Pepe López                |     |     |     | Rit | 8   |     | 15  |     |     | 14  | Rit |     | 4     |
| 21   | Pieter-Jan-Michiel Cracco |     | 50  |     |     |     |     |     | 8   |     |     |     |     | 4     |
| 22   | Karan Patel               |     |     |     |     |     | 8   |     |     |     |     |     |     | 4     |
| 23   | Aleksej Luk'janjuk        |     |     |     |     |     |     | 8   |     |     |     |     |     | 4     |
| 24   | Nil Solans                |     |     |     |     |     |     |     |     |     |     | 8   |     | 4     |
| 25   | Eric Camilli              | 10  |     |     | 39  |     |     |     |     |     |     | 9   |     | 3     |
| 26   | Jan Solans                |     |     |     | Rit | 9   |     |     |     |     |     | Rit |     | 2     |
| 27   | Carl Tundo                |     |     |     |     |     | 9   |     |     |     |     |     |     | 2     |
| 28   | Fabian Kreim              |     |     |     |     |     |     |     | 9   |     |     |     |     | 2     |
| 29   | Marco Bulacia Wilkinson   | 15  |     | 12  | 12  | 10  |     | 11  |     | 10  |     | Rit | 58  | 2     |
| 30   | Nikolaj Grjazin           | 12  | 12  | Rit | 10  | Rit |     | Rit | 51  | 14  | 36  | 10  | 13  | 2     |
| 31   | Emil Lindholm             |     | Rit | 13  | 27  | Rit |     | Rit |     | 14  | 10  |     |     | 1     |
| 32   | Vincent Verschueren       |     |     |     |     |     |     |     | 10  |     |     |     |     | 1     |
| 33   | Andrea Crugnola           |     |     |     |     |     |     |     |     |     |     |     | 10  | 1     |
| Pos. | Pilota                    | MON | ART | CRO | POR | SAR | SAF | EST | YPR | ACR | FIN | SPA | MNZ | Punti |

| Colore  | Risultato                |
| ------- | ------------------------ |
| Oro     | Vincitore                |
| Argento | 2º posto                 |
| Bronzo  | 3º posto                 |
| Verde   | Finito a punti           |
| Blu     | Finito senza punti       |
| Blu     | Non classificato (NC)    |
| Viola   | Ritirato (Rit)           |
| Nero    | Squalificato (SQ)        |
| Nero    | Escluso (ES)             |
| Bianco  | Non ha gareggiato        |
| Bianco  | Iscrizione ritirata (WD) |
| Bianco  | Non partito (NP)         |
| Bianco  | Gara cancellata (C)      |

### Classifica copiloti
| Pos. | Copilota                 | MON | ART | CRO | POR | SAR | SAF | EST | YPR | ACR | FIN | SPA | MNZ | Punti |
| ---- | ------------------------ | --- | --- | --- | --- | --- | --- | --- | --- | --- | --- | --- | --- | ----- |
| 1    | Julien Ingrassia         | 1   | 205 | 1   | 3   | 14  | 14  | 43  | 52  | 3   | 5   | 4   | 15  | 230   |
| 2    | Scott Martin             | 23  | 5   | 24  | 15  | 2   | 103 | 54  | 45  | 62  | 1   | 23  | 24  | 207   |
| 3    | Martijn Wydaeghe         | 34  | 3   | 3   | 362 | 31  | Rit | 32  | 13  | 84  | Rit | 12  | 41  | 176   |
| 4    | Jonne Halttunen          | 42  | 21  | Rit | 224 | 223 | 62  | 15  | 34  | 1   | 34  | 5   | 9   | 142   |
| 5    | Martin Järveoja          | Rit | 14  | 45  | 211 | 242 | 31  | 311 | 61  | 25  | 2   | Rit |     | 128   |
| 6    | Paul Nagle               |     | 42  | 82  |     |     |     | 2   | 2   |     | 35  |     |     | 76    |
| 7    | Daniel Barritt           | 6   | 6   | 6   | 4   | 4   | 2   | Rit |     |     |     |     |     | 66    |
| 8    | Chris Patterson          |     |     | 7   | 5   |     | 4   | 32  | 42  | 5   | 6   | 6   |     | 54    |
| 9    | Cándido Carrera          |     |     |     |     |     |     |     |     | 4   |     | 31  | 3   | 50    |
| 10   | Renaud Jamoul            | 9   | 48  | 5   | 6   | 30  | 5   | 12  | Rit | 7   |     |     |     | 36    |
| 11   | Mikko Markkula           | Rit | 8   | 10  | 8   | 31  |     | 6   | Rit |     | 8   | 11  | 6   | 29    |
| 12   | Janne Ferm               |     | 10  |     | 7   |     |     |     |     |     | 43  |     |     | 22    |
| 13   | Borja Rozada             |     |     |     | 2   | 175 | 125 |     |     |     |     |     |     | 20    |
| 14   | Elliott Edmondson        | 8   | 9   |     |     | 5   |     |     |     | 8   |     |     |     | 18    |
| 15   | Alexandre Coria          | 22  |     | 14  | 14  | 7   |     |     | 7   | 11  | 7   | 16  | 55  | 18    |
| 16   | Torstein Eriksen         |     |     | 9   | 9   | 6   |     | 10  |     | 32  | 9   | 15  |     | 15    |
| 17   | Aaron Johnston           | Rit |     |     | 11  |     | Rit | Rit | Rit | Rit | 374 | 40  | 72  | 12    |
| 18   | Carlos del Barrio        | 5   | 33  | 17  | 18  | 11  |     | 20  |     | 33  |     | 23  |     | 11    |
| 19   | Mikko Lukka              |     | Rit |     | 34  | 5   |     | Rit | 19  |     | 11  | Rit | 14  | 10    |
| 20   | Ola Fløene               | 7   | 11  | 39  |     | Rit |     | 9   |     |     |     |     |     | 8     |
| 21   | Sebastian Marshall       |     | 7   |     |     |     |     | Rit |     | Rit | 20  |     |     | 6     |
| 22   | Florian Haut-Labourdette |     |     |     | Rit | Rit |     | 7   | 56  | Rit |     |     |     | 6     |
| 23   | Drew Sturrock            |     |     |     |     |     | 7   |     |     |     |     |     |     | 6     |
| 24   | Craig Drew               |     |     |     |     |     |     |     |     |     | Rit | 7   |     | 6     |
| 25   | Jonas Andersson          |     | 16  |     | Rit |     |     |     |     |     |     |     | 8   | 4     |
| 26   | Marc Martí               |     |     |     | 23  | Rit |     |     |     |     |     | 8   |     | 4     |
| 27   | Jasper Vermeulen         |     | 50  |     |     |     |     |     | 8   |     |     |     |     | 4     |
| 28   | Diego Vallejo            |     |     |     | Rit | 8   |     |     |     |     |     |     |     | 4     |
| 29   | Tauseef Khan             |     |     |     |     |     | 8   |     |     |     |     |     |     | 4     |
| 30   | Jaroslav Fëdorov         |     |     |     |     |     |     | 8   |     |     |     |     |     | 4     |
| 31   | Rodrigo Sanjuan          |     | 47  |     | Rit | 9   |     |     |     |     |     | Rit |     | 2     |
| 32   | Tim Jessop               |     |     |     |     |     | 9   |     |     |     |     |     |     | 2     |
| 33   | Frank Christian          |     |     |     |     |     |     |     | 9   |     |     |     |     | 2     |
| 34   | Maxime Vilmot            |     |     |     |     |     |     |     |     |     |     | 9   |     | 2     |
| 35   | Marcelo Der Ohannesian   | 15  |     | 12  | 12  | 10  |     | 11  |     | 10  |     | Rit | 58  | 2     |
| 36   | Konstantin Aleksandrov   | 12  | 12  | Rit | 10  | Rit |     | Rit | 51  | 14  | 36  | 10  | 13  | 2     |
| 37   | Reeta Hämäläinen         |     | Rit |     | 27  | Rit |     | Rit |     | 14  | 10  |     |     | 1     |
| 38   | François-Xavier Buresi   | 10  |     |     |     |     |     |     |     |     |     |     |     | 1     |
| 39   | Filip Cuvelier           |     |     |     |     |     |     |     | 10  |     |     |     |     | 1     |
| 40   | Pietro Ometto            |     |     |     |     |     |     |     |     |     |     |     | 10  | 1     |
| Pos. | Pilota                   | MON | ART | CRO | POR | SAR | SAF | EST | YPR | ACR | FIN | SPA | MNZ | Punti |

| Colore  | Risultato                |
| ------- | ------------------------ |
| Oro     | Vincitore                |
| Argento | 2º posto                 |
| Bronzo  | 3º posto                 |
| Verde   | Finito a punti           |
| Blu     | Finito senza punti       |
| Blu     | Non classificato (NC)    |
| Viola   | Ritirato (Rit)           |
| Nero    | Squalificato (SQ)        |
| Nero    | Escluso (ES)             |
| Bianco  | Non ha gareggiato        |
| Bianco  | Iscrizione ritirata (WD) |
| Bianco  | Non partito (NP)         |
| Bianco  | Gara cancellata (C)      |

### Classifica costruttori WRC
Come nella precedente stagione, soltanto le migliori due vetture classificate per squadra marcheranno punti per la classifica costruttori. L'assegnazione dei punti ai primi cinque piloti e copiloti classificati nella power stage è stata invece estesa anche al campionato marche, con la condizione che soltanto le prime due vetture di ogni scuderia, classificatesi tra le prime cinque nella suddetta prova, potranno raccogliere i punti; un'eventuale terza vettura, ovvero una vettura di una squadra non iscritta al campionato costruttori, che dovesse terminare la prova tra le prime cinque, non prenderà punti ma allo stesso tempo non sarà "trasparente", ovvero i punti che avrebbe conquistato nella power stage non verranno assegnati ad alcuno, venendo pertanto "bruciati".
| Pos. | Costruttori             | N° | Pilota     | MON  | ART  | CRO  | POR  | SAR  | SAF  | EST  | YPR  | ACR  | FIN | CAT   | MNZ | Punti |
| ---- | ----------------------- | -- | ---------- | ---- | ---- | ---- | ---- | ---- | ---- | ---- | ---- | ---- | --- | ----- | --- | ----- |
| 1    | Toyota Gazoo Racing WRT | 17 | Ogier      | 1    | NC5  | 1    | 3    | 14   | 1(4) | 43   | NC2  | 3(3) | 4   | 4     | 15  | 520   |
| 1    | Toyota Gazoo Racing WRT | 33 | Evans      | 2(3) | 4    | 24   | 1(5) | 2    | NC3  | NC4  | 4(5) | NC2  | 1   | 23    | 24  | 520   |
| 1    | Toyota Gazoo Racing WRT | 69 | Rovanperä  | NC2  | 21   | Rit  | NC4  | NC3  | 52   | 1(5) | 34   | 1    | NC  | NC(5) | NC  | 520   |
| 2    | Hyundai Shell Mobis WRT | 6  | Sordo      | 45   |      |      | 2    | 4(5) | 65   |      |      | 4    |     | 31    | 3   | 462   |
| 2    | Hyundai Shell Mobis WRT | 8  | Tänak      | Rit  | 1(4) | 4(5) | 61   | NC2  | 21   | NC1  | NC1  | 25   | 2   | Rit   |     | 462   |
| 2    | Hyundai Shell Mobis WRT | 11 | Neuville   | 34   | 3    | 3    | NC2  | 31   | Rit  | 32   | 13   | NC4  | Rit | 12    | 41  | 462   |
| 2    | Hyundai Shell Mobis WRT | 42 | Breen      |      | NC2  | NC2  |      |      |      | 2    | 2    |      | 35  |       |     | 462   |
| 2    | Hyundai Shell Mobis WRT | 3  | Suninen    |      |      |      |      |      |      |      |      |      |     |       | NC  | 462   |
| 3    | M-Sport Ford WRT        | 3  | Suninen    | Rit  | 6    |      |      | 6    |      | 5    |      |      |     |       |     | 199   |
| 3    | M-Sport Ford WRT        | 44 | Greensmith | 5    | 7    | 6    | 4    | 5    | 4    | 7    | 5    | 5    | 5   | 5     | 6   | 199   |
| 3    | M-Sport Ford WRT        | 16 | Fourmaux   |      |      | 5    | 5    |      | 4    |      | Rit  | 6    | 6   | 8     | 7   | 199   |
| 3    | M-Sport Ford WRT        | 9  | Serderidis |      |      |      |      |      |      |      |      | NC   |     |       |     | 199   |
| 4    | Hyundai 2C Competition  | 7  | Loubet     | 6    | 8    | 7    | Rit  | Rit  |      | 6    | 6    | Rit  |     |       |     | 68    |
| 4    | Hyundai 2C Competition  | 2  | O. Solberg |      | 5    |      |      |      | Rit  |      |      |      |     | 6     | 5   | 68    |
| 4    | Hyundai 2C Competition  | 14 | N. Solans  |      |      |      |      |      |      |      |      |      |     | 7     |     | 68    |
| Pos. | Costruttori             | N° | Pilota     | MON  | ART  | CRO  | POR  | SAR  | SAF  | EST  | YPR  | ACR  | FIN | CAT   | MNZ | Punti |

| Colore  | Risultato                |
| ------- | ------------------------ |
| Oro     | Vincitore                |
| Argento | 2º posto                 |
| Bronzo  | 3º posto                 |
| Verde   | Finito a punti           |
| Blu     | Finito senza punti       |
| Blu     | Non classificato (NC)    |
| Viola   | Ritirato (Rit)           |
| Nero    | Squalificato (SQ)        |
| Nero    | Escluso (ES)             |
| Bianco  | Non ha gareggiato        |
| Bianco  | Iscrizione ritirata (WD) |
| Bianco  | Non partito (NP)         |
| Bianco  | Gara cancellata (C)      |

### Classifiche WRC-2
A partire da questa stagione l'assegnazione dei punti ai primi cinque piloti e copiloti classificati nella power stage è stata estesa anche al campionato WRC-2. Ogni squadra iscritta al campionato dovrà inoltre dichiarare sino a sette appuntamenti in cui i loro equipaggi potranno marcare punti nelle classifiche piloti e copiloti; tra questi saranno considerati soltanto i migliori sei risultati ottenuti; eventuali partecipazioni a ulteriori gare del campionato non saranno considerate ai fini del punteggio.

#### Classifica piloti
| Pos. | Pilota                  | MON | ART | CRO | POR  | SAR | SAF | EST | YPR | ACR  | FIN | SPA | MNZ | Punti |
| ---- | ----------------------- | --- | --- | --- | ---- | --- | --- | --- | --- | ---- | --- | --- | --- | ----- |
| 1    | Andreas Mikkelsen       | 1   | 21  | 51  |      | Rit |     | 1   |     | 13   |     |     | 21  | 149   |
| 2    | Mads Østberg            |     |     | 14  | 34   | 2   |     | 23  |     | (81) | 2   | 41  |     | 126   |
| 3    | Jari Huttunen           |     | Rit |     |      | 1   |     | Rit | 1   |      | 3   | Rit | 12  | 107   |
| 4    | Marco Bulacia Wilkinson | 43  |     | 3   | (62) | 3   |     | 32  |     | 2    |     |     | 43  | 107   |
| 5    | Teemu Suninen           |     |     | 2   | 25   |     |     |     | Rit |      | 1   | 2   |     | 93    |
| 6    | Nikolaj Grjazin         |     | 34  | Rit | 4    |     |     | Rit | 2   | 35   | 64  |     |     | 77    |
| 7    | Esapekka Lappi          |     | 12  |     | 1    |     |     |     |     |      |     |     |     | 59    |
| 8    | Eric Camilli            | 34  |     |     | 83   |     |     |     |     |      |     | 14  |     | 51    |
| 9    | Martin Prokop           |     | 6   |     | 7    | 4   | Rit |     |     | 5    | 45  |     |     | 51    |
| 10   | Adrien Fourmaux         | 2   | 95  |     |      | 65  |     | 42  |     |      |     |     |     | 48    |
| 11   | Enrico Brazzoli         | 6   |     | 45  |      | 5   |     |     |     |      |     |     | 34  | 48    |
| 12   | Georg Linnamäe          |     | 8   |     |      | Rit |     | 6   |     | 4    | 5   | 65  |     | 45    |
| 13   | Sean Johnston           | 5   | 7   |     |      | Rit |     | Rit |     | 6    |     | 5   |     | 35    |
| 14   | Erik Cais               |     |     |     |      |     |     |     |     |      |     | 3   |     | 18    |
| 15   | Tom Kristensson         |     |     | Rit | 9    |     |     | 5   | Rit |      | Rit |     |     | 13    |
| 16   | Ole Christian Veiby     |     | 53  |     | Rit  |     |     |     |     |      |     |     |     | 13    |
| 17   | Eyvind Brynildsen       |     | 4   |     |      |     |     |     |     |      |     |     |     | 12    |
| 18   | Oliver Solberg          |     |     |     | 5    |     |     | Rit | Rit | Rit  | Rit |     |     | 10    |
| 19   | Leonid Urlichich        |     |     |     |      |     |     |     |     | 7    |     |     |     | 6     |
| Pos. | Pilota                  | MON | ART | CRO | POR  | SAR | SAF | EST | YPR | ACR  | FIN | SPA | MNZ | Punti |

| Colore  | Risultato                |
| ------- | ------------------------ |
| Oro     | Vincitore                |
| Argento | 2º posto                 |
| Bronzo  | 3º posto                 |
| Verde   | Finito a punti           |
| Blu     | Finito senza punti       |
| Blu     | Non classificato (NC)    |
| Viola   | Ritirato (Rit)           |
| Nero    | Squalificato (SQ)        |
| Nero    | Escluso (ES)             |
| Bianco  | Non ha gareggiato        |
| Bianco  | Iscrizione ritirata (WD) |
| Bianco  | Non partito (NP)         |
| Bianco  | Gara cancellata (C)      |

#### Classifica copiloti
| Pos. | Copilota               | MON | ART | CRO | POR  | SAR | SAF | EST | YPR | ACR  | FIN | SPA | MNZ | Punti |
| ---- | ---------------------- | --- | --- | --- | ---- | --- | --- | --- | --- | ---- | --- | --- | --- | ----- |
| 1    | Torstein Eriksen       |     |     | 14  | 34   | 2   |     | 23  |     | (81) | 2   | 41  |     | 126   |
| 2    | Mikko Lukka            |     | Rit |     |      | 1   |     | Rit | 1   |      | 3   | Rit | 12  | 107   |
| 3    | Marcelo Der Ohannesian | 43  |     | 3   | (62) | 3   |     | 32  |     | 2    |     |     | 53  | 107   |
| 4    | Ola Fløene             | 1   | 21  | 51  |      | Rit |     | 1   |     |      |     |     |     | 98    |
| 5    | Mikko Markkula         |     |     | 2   | 25   |     |     |     | Rit |      | 1   | 2   |     | 93    |
| 6    | Konstantin Aleksandrov |     | 34  | Rit | 4    |     |     | Rit | 2   | 35   | 64  |     |     | 77    |
| 7    | Janne Ferm             |     | 12  |     | 1    |     |     |     |     |      |     |     |     | 59    |
| 8    | James Morgan           |     |     |     |      |     |     | 6   |     | 4    | 5   | 65  | 34  | 58    |
| 9    | Renaud Jamoul          | 2   | 95  |     |      | 65  |     | 42  |     |      |     |     |     | 48    |
| 10   | Alexander Kihurani     | 5   | 7   |     |      | Rit |     | Rit |     | 6    |     | 5   |     | 35    |
| 11   | Michal Ernst           |     | 6   |     |      |     |     |     |     | 5    | 45  |     |     | 51    |
| 12   | Elliott Edmondson      |     |     |     |      |     |     |     |     | 13   |     |     |     | 28    |
| 13   | Maxime Vilmot          |     |     |     |      |     |     |     |     |      |     | 14  |     | 27    |
| 14   | Phil Hall              |     |     |     |      |     |     |     |     |      |     |     | 21  | 23    |
| 15   | Maurizio Barone        | 6   |     | 45  |      |     |     |     |     |      |     |     |     | 21    |
| 16   | Jindřiška Žáková       |     |     |     |      |     |     |     |     |      |     | 3   |     | 18    |
| 17   | François-Xavier Buresi | 34  |     |     |      |     |     |     |     |      |     |     |     | 17    |
| 18   | Zdeněk Jůrka           |     |     |     |      | 4   | Rit |     |     |      |     |     |     | 14    |
| 19   | Manuel Fenoli          |     |     |     |      |     |     |     |     |      |     |     | 45  | 13    |
| 20   | David Arhusiander      |     |     | Rit | 9    |     |     | 5   | Rit |      | Rit |     |     | 13    |
| 21   | Jonas Andersson        |     | 53  |     | Rit  |     |     |     |     |      |     |     |     | 13    |
| 22   | Veronica Gulbæk Engan  |     | 4   |     |      |     |     |     |     |      |     |     |     | 12    |
| 23   | Aaron Johnston         |     |     |     | 5    |     |     | Rit | Rit | Rit  |     |     |     | 10    |
| 24   | Danilo Fappani         |     |     |     |      | 5   |     |     |     |      |     |     |     | 10    |
| 25   | Benjamin Veillas       |     |     |     | 83   |     |     |     |     |      |     |     |     | 7     |
| 26   | Viktor Chytka          |     |     |     | 7    |     |     |     |     |      |     |     |     | 6     |
| 27   | Tom Woodburn           |     |     |     |      |     |     |     |     | 7    |     |     |     | 6     |
| 28   | Volodymyr Korsia       |     | 8   |     |      |     |     |     |     |      |     |     |     | 4     |
| Pos. | Pilota                 | MON | ART | CRO | POR  | SAR | SAF | EST | YPR | ACR  | FIN | SPA | MNZ | Punti |

| Colore  | Risultato                |
| ------- | ------------------------ |
| Oro     | Vincitore                |
| Argento | 2º posto                 |
| Bronzo  | 3º posto                 |
| Verde   | Finito a punti           |
| Blu     | Finito senza punti       |
| Blu     | Non classificato (NC)    |
| Viola   | Ritirato (Rit)           |
| Nero    | Squalificato (SQ)        |
| Nero    | Escluso (ES)             |
| Bianco  | Non ha gareggiato        |
| Bianco  | Iscrizione ritirata (WD) |
| Bianco  | Non partito (NP)         |
| Bianco  | Gara cancellata (C)      |

#### Classifica squadre
Ogni squadra potrà partecipare al campionato marche soltanto se si iscriverà allo stesso entro il quinto appuntamento della stagione. Per marcare punti, le scuderie dovranno inoltre iscrivere due vetture a un massimo di sette gare sulle dodici a disposizione, con la condizione che una dovrà essere extra-europea.
| Pos. | Squadra               | MON | ART | CRO | POR | SAR | SAF | EST | YPR | ACR | FIN | SPA | MNZ | Punti |
| ---- | --------------------- | --- | --- | --- | --- | --- | --- | --- | --- | --- | --- | --- | --- | ----- |
| 1    | Movisport SRL         | 2   | 1   | 3   | 1   |     |     |     |     |     | 1   | 1   | 1   | 227   |
| 1    | Movisport SRL         | 4   | 3   |     | 3   |     |     |     |     |     | 4   | 3   | 3   | 227   |
| 2    | Toksport WRT          | 1   | 2   | 2   |     | 1   |     | 1   |     | 1   |     |     | 2   | 216   |
| 2    | Toksport WRT          | 3   | 4   | 4   |     |     |     | 2   |     | 2   |     |     | 4   | 216   |
| 3    | M-Sport Ford WRT      |     | 5   | 1   | 2   | 2   |     | 3   |     |     | 3   |     |     | 146   |
| 3    | M-Sport Ford WRT      |     | 6   |     | 5   | 3   |     | 4   |     |     |     |     |     | 146   |
| 4    | Hyundai Motorsport N  |     |     |     | 4   |     |     |     | 1   |     | 2   | 2   |     | 73    |
| 4    | Hyundai Motorsport N  |     | Rit |     |     |     |     |     |     |     |     |     |     | 73    |
| 5    | Saintéloc Junior Team |     |     |     |     |     |     |     |     | 3   |     |     |     | 27    |
| 5    | Saintéloc Junior Team |     |     |     |     |     |     | 4   |     |     |     |     |     | 27    |
| Pos. | Pilota                | MON | ART | CRO | POR | SAR | SAF | EST | YPR | ACR | FIN | SPA | MNZ | Punti |

| Colore  | Risultato                |
| ------- | ------------------------ |
| Oro     | Vincitore                |
| Argento | 2º posto                 |
| Bronzo  | 3º posto                 |
| Verde   | Finito a punti           |
| Blu     | Finito senza punti       |
| Blu     | Non classificato (NC)    |
| Viola   | Ritirato (Rit)           |
| Nero    | Squalificato (SQ)        |
| Nero    | Escluso (ES)             |
| Bianco  | Non ha gareggiato        |
| Bianco  | Iscrizione ritirata (WD) |
| Bianco  | Non partito (NP)         |
| Bianco  | Gara cancellata (C)      |

### Classifiche WRC-3
A partire da questa stagione l'assegnazione dei punti ai primi cinque piloti e copiloti classificati nella power stage è stata estesa anche al campionato WRC-3. Saranno considerati soltanto i migliori cinque risultati ottenuti nelle sette gare a cui gli equipaggi potranno partecipare.

#### Classifica piloti
| Pos. | Pilota                    | MON | ART | CRO  | POR | SAR  | SAF | EST | YPR | ACR  | FIN | SPA | MNZ  | Punti |
| ---- | ------------------------- | --- | --- | ---- | --- | ---- | --- | --- | --- | ---- | --- | --- | ---- | ----- |
| 1    | Yohan Rossel              | 13  |     | (31) | 2   | 13   |     |     | 12  | ES   |     |     | 21   | 130   |
| 2    | Kajetan Kajetanowicz      |     |     | 13   | 13  | (82) |     | 2   |     | 1    |     | 21  | (33) | 127   |
| 3    | Emil Lindholm             |     | Rit | 24   | 101 | Rit  |     | Rit |     | 32   | 13  |     |      | 73    |
| 4    | Chris Ingram              |     |     | 5    | 34  | Rit  |     |     |     | 23   |     | 43  | 82   | 70    |
| 5    | Nicolas Ciamin            | 31  |     | 42   | 45  | 6    |     |     |     |      |     |     |      | 57    |
| 6    | Pepe López                |     |     |      | Rit | 24   |     | 42  |     |      | 42  | Rit |      | 52    |
| 7    | Mikko Heikkilä            |     | 3   |      |     |      |     | 35  |     |      | 25  | 10  |      | 51    |
| 8    | Fabrizio Zaldivar         |     | 13  | 6    | 6   | 4    |     | 71  |     | (94) |     | 6   |      | 47    |
| 9    | Josh McErlean             |     |     |      | 5   |      |     |     | 5   |      |     | 34  | 5    | 46    |
| 10   | Egon Kaur                 |     | 21  |      | Rit | 121  |     | 103 |     |      | 61  |     |      | 45    |
| 11   | Onkar Rai                 |     |     |      |     |      | 1   |     |     |      |     |     |      | 30    |
| 12   | Reeta Hämäläinen          |     |     |      |     |      |     |     |     |      |     | 12  |      | 29    |
| 13   | Andrea Crugnola           |     |     |      |     |      |     |     |     |      |     |     | 12   | 29    |
| 14   | Teemu Asunmaa             |     | 13  |      |     |      |     |     |     |      | Rit |     |      | 28    |
| 15   | Aleksej Luk'janjuk        |     |     |      |     |      |     | 1   |     |      |     |     |      | 25    |
| 16   | Yoann Bonato              | 2   |     |      |     |      |     |     |     |      |     |     |      | 22    |
| 17   | Karan Patel               |     |     |      |     |      | 24  |     |     |      |     |     |      | 20    |
| 18   | Grégoire Munster          |     |     |      |     |      |     |     | 91  |      |     |     | 4    | 19    |
| 19   | Pieter-Jan-Michiel Cracco |     |     |      |     |      |     |     | 2   |      |     |     |      | 18    |
| 20   | Carl Tundo                |     |     |      |     |      | 3   |     |     |      |     |     |      | 18    |
| 21   | Vincent Verschueren       |     |     |      |     |      |     |     | 34  |      |     |     |      | 17    |
| 22   | Lauri Joona               |     |     |      |     |      |     |     |     |      | 34  |     |      | 17    |
| 23   | Armin Kremer              |     |     |      |     | 7    |     |     |     |      |     | 5   |      | 17    |
| 24   | Jan Solans                |     |     |      | Rit | 35   |     |     |     |      |     | Rit |      | 16    |
| 25   | Daniel Chwist             |     |     |      |     |      | 42  |     |     |      |     |     |      | 16    |
| 26   | Raul Jeets                |     |     |      |     |      |     | 5   |     |      | 7   |     |      | 16    |
| 27   | Emilio Fernández          |     |     |      | 13  | 5    |     | 84  |     |      |     |     |      | 16    |
| 28   | Cédric De Cecco           | 5   |     | Rit  |     |      |     |     | 85  |      |     |     |      | 16    |
| 29   | Hermann Neubauer          | 4   |     | Rit  |     |      |     |     |     |      |     |     |      | 14    |
| 30   | Sébastien Bedoret         |     |     | 10   |     |      |     |     | 4   |      |     |     |      | 13    |
| 31   | Eerik Pietarinen          |     | 45  |      |     |      |     |     |     |      | Rit |     |      | 13    |
| 32   | Giorgos Kehagias          |     |     |      |     |      |     |     |     | 4    |     |     |      | 12    |
| 33   | Mattias Ekström           |     | 54  |      |     |      |     |     |     |      |     |     |      | 12    |
| 34   | Johannes Keferböck        | 7   |     | 7    |     |      |     |     |     |      |     |     |      | 12    |
| 35   | Mauro Miele               | Rit | 21  | 8    |     | 9    |     |     |     |      |     | 7   | 11   | 12    |
| 36   | Aakif Virani              |     |     |      |     |      | 5   |     |     |      |     |     |      | 11    |
| 37   | Panagiotis Roustemis      |     |     |      |     |      |     |     |     | 5    |     |     |      | 10    |
| 38   | Riku Tahko                |     |     |      |     |      |     |     |     |      | 5   |     |      | 10    |
| 39   | Damiano De Tommaso        |     |     |      |     |      |     |     |     |      |     |     | 5    | 10    |
| 40   | Ghislain de Mevius        |     |     |      |     |      |     |     | 73  |      |     |     |      | 9     |
| 41   | Gregor Jeets              |     | 6   |      | 11  |      |     |     |     |      |     |     |      | 8     |
| 42   | Davy Vanneste             | 6   |     |      |     |      |     |     | 14  |      |     |     |      | 8     |
| 43   | Vladas Jurkevičius        |     | 18  |      |     |      |     | 6   |     |      |     |     |      | 8     |
| 44   | Bernd Casier              |     |     |      |     |      |     |     | 6   |      |     |     |      | 8     |
| 45   | Vassileios Velanis        |     |     |      |     |      |     |     |     | 6    |     |     |      | 8     |
| 46   | Paulo Nobre               |     |     |      |     |      |     |     |     | 7    | 10  |     |      | 7     |
| 47   | Pekka Keski-Korsu         |     | 7   |      |     |      |     |     |     |      |     |     |      | 6     |
| 48   | Armindo Araújo            |     |     |      | 7   |      |     |     |     |      |     |     |      | 6     |
| 49   | Alessandro Perico         |     |     |      |     |      |     |     |     |      |     |     | 7    | 6     |
| 50   | Johan Kristoffersson      |     | 102 |      |     |      |     |     |     |      |     |     |      | 5     |
| 51   | Giacomo Ogliari           | 8   |     |      |     |      |     |     |     |      |     |     | 14   | 4     |
| 52   | Tuomas Skantz             |     | 8   |      |     |      |     |     |     |      |     |     |      | 4     |
| 53   | Alberto Heller            |     |     |      | 8   | Rit  |     |     |     |      |     |     |      | 4     |
| 54   | Ioannis Plagos            |     |     |      |     |      |     |     |     | 8    |     |     |      | 4     |
| 55   | Martin Vlček              |     |     |      |     |      |     |     |     |      | 8   |     |      | 4     |
| 56   | Neil Simpson              |     |     |      |     |      |     |     |     |      |     | 8   |      | 4     |
| 57   | Miguel Díaz-Aboitiz       | 11  | 20  |      |     |      |     | 9   |     | 11   | 12  | Rit |      | 2     |
| 58   | Cédric Cherain            | 9   |     |      |     |      |     |     |     |      |     |     |      | 2     |
| 59   | Michał Sołowow            |     | 9   |      |     |      |     |     |     |      |     |     |      | 2     |
| 60   | Kevin Raith               |     |     | 9    |     |      |     |     |     |      |     |     |      | 2     |
| 61   | Paulo Neto                |     |     |      | 9   |      |     |     |     |      |     |     |      | 2     |
| 62   | Jari Huuhka               |     |     |      |     |      |     |     |     |      | 9   |     |      | 2     |
| 63   | Sebastian Perez           |     |     |      |     |      |     |     |     |      |     | 9   |      | 2     |
| 64   | Alberto Dall'Era          |     |     |      |     |      |     |     |     |      |     |     | 9    | 2     |
| 65   | Pablo Biolghini           |     |     |      |     | 10   |     |     |     |      |     |     | 15   | 1     |
| 66   | Tom Williams              | 10  |     |      |     |      |     |     |     |      |     |     |      | 1     |
| 67   | Kris Princen              |     |     |      |     |      |     |     | 10  |      |     |     |      | 1     |
| 68   | Panagiotis Hatzitsopanis  |     |     |      |     |      |     |     |     | 10   |     |     |      | 1     |
| 69   | Marco Roncoroni           |     |     |      |     |      |     |     |     |      |     |     | 10   | 1     |
| 70   | Lambros Athanassoulas     |     |     |      |     |      |     |     |     | 125  |     |     |      | 1     |
| Pos. | Pilota                    | MON | ART | CRO  | POR | SAR  | SAF | EST | YPR | ACR  | FIN | SPA | MNZ  | Punti |

| Colore  | Risultato                |
| ------- | ------------------------ |
| Oro     | Vincitore                |
| Argento | 2º posto                 |
| Bronzo  | 3º posto                 |
| Verde   | Finito a punti           |
| Blu     | Finito senza punti       |
| Blu     | Non classificato (NC)    |
| Viola   | Ritirato (Rit)           |
| Nero    | Squalificato (SQ)        |
| Nero    | Escluso (ES)             |
| Bianco  | Non ha gareggiato        |
| Bianco  | Iscrizione ritirata (WD) |
| Bianco  | Non partito (NP)         |
| Bianco  | Gara cancellata (C)      |

#### Classifica copiloti
| Pos. | Copilota                  | MON | ART | CRO | POR | SAR  | SAF | EST | YPR | ACR  | FIN | SPA | MNZ  | Punti |
| ---- | ------------------------- | --- | --- | --- | --- | ---- | --- | --- | --- | ---- | --- | --- | ---- | ----- |
| 1    | Maciej Szczepaniak        |     |     | 13  | 13  | (82) |     | 2   |     | 1    |     | 21  | (33) | 127   |
| 2    | Alexandre Coria           |     |     | 31  | 2   | 13   |     |     | 12  | ES   |     |     |      | 99    |
| 3    | Ross Whittock             |     |     | 5   | 34  | Rit  |     |     |     | 23   |     | 43  | 8    | 70    |
| 4    | Yannick Roche             | 31  |     | 42  | 45  | 6    |     |     |     |      |     |     |      | 57    |
| 5    | Reeta Hämäläinen          |     |     |     | 101 | Rit  |     | Rit |     | 32   | 13  |     |      | 53    |
| 6    | Topi Luhtinen             |     | 3   |     |     |      |     | 35  |     |      | 25  | 10  |      | 51    |
| 7    | Carlos del Barrio         |     | 13  | 6   | 6   | 4    |     | 71  |     | (94) |     | 6   |      | 47    |
| 8    | Silver Simm               |     | 21  |     | Rit | 121  |     | 103 |     |      | 61  |     |      | 45    |
| 9    | Mikael Korhonen           |     | Rit | 24  |     |      |     |     |     |      | 34  |     |      | 37    |
| 10   | James Fulton              |     |     |     |     |      |     |     | 5   |      |     | 34  | 65   | 27    |
| 11   | Borja Odriozola           |     |     |     |     |      |     | 42  |     |      | 42  |     |      | 32    |
| 12   | Drew Sturrock             |     |     |     |     |      | 1   |     |     |      |     |     |      | 30    |
| 13   | Emil Lindholm             |     |     |     |     |      |     |     |     |      |     | 12  |      | 29    |
| 14   | Pietro Elia Ometto        |     |     |     |     |      |     |     |     |      |     |     | 12   | 29    |
| 15   | Benoît Fulcrand           | 13  |     |     |     |      |     |     |     |      |     |     |      | 28    |
| 16   | Marko Salminen            |     | 13  |     |     |      |     |     |     |      | Rit |     |      | 28    |
| 17   | Jaroslav Fëdorov          |     |     |     |     |      |     | 1   |     |      |     |     |      | 25    |
| 18   | Andrus Toom               |     | 6   |     | 11  |      |     | 5   |     |      | 7   |     |      | 24    |
| 19   | Jacques-Julien Renucci    |     |     |     |     |      |     |     |     |      |     |     | 21   | 22    |
| 20   | Benjamin Boulloud         | 2   |     |     |     |      |     |     |     |      |     |     |      | 22    |
| 21   | Diego Vallejo             |     |     |     | Rit | 24   |     |     |     |      |     |     |      | 20    |
| 22   | Tauseef Khan              |     |     |     |     |      | 24  |     |     |      |     |     |      | 20    |
| 23   | Louis Louka               |     |     |     |     |      |     |     | 91  |      |     |     | 4    | 19    |
| 24   | Jasper Vermeulen          |     |     |     |     |      |     |     | 2   |      |     |     |      | 18    |
| 25   | Tim Jessop                |     |     |     |     |      | 3   |     |     |      |     |     |      | 18    |
| 26   | Filip Cuvelier            |     |     |     |     |      |     |     | 34  |      |     |     |      | 17    |
| 27   | Ella Kremer               |     |     |     |     | 7    |     |     |     |      |     | 5   |      | 17    |
| 28   | Rodrigo Sanjuan           |     |     |     | Rit | 35   |     |     |     |      |     | Rit |      | 16    |
| 29   | Kamil Heller              |     |     |     |     |      | 42  |     |     |      |     |     |      | 16    |
| 30   | Ruben Garcia              |     |     |     | 13  | 5    |     | 84  |     |      |     |     |      | 16    |
| 31   | Jérôme Humblet            | 5   |     | Rit |     |      |     |     | 85  |      |     |     |      | 16    |
| 32   | Bernhard Ettel            | 4   | Rit | Rit |     |      |     |     |     |      |     |     |      | 14    |
| 33   | Antti Linnaketo           |     | 45  |     |     |      |     |     |     |      | Rit |     |      | 13    |
| 34   | François Gilbert          |     |     |     |     |      |     |     | 4   |      |     |     |      | 12    |
| 35   | Marios Tsaousoglou        |     |     |     |     |      |     |     |     | 4    |     |     |      | 12    |
| 36   | Emil Bergkvist            |     | 54  |     |     |      |     |     |     |      |     |     |      | 12    |
| 37   | Ilka Minor                | 7   |     | 7   |     |      |     |     |     |      |     |     |      | 12    |
| 38   | Luca Beltrame             | Rit | 21  | 8   |     | 9    |     |     |     |      |     | 7   | 11   | 12    |
| 39   | Giorgia Ascalone          | 10  |     |     |     |      |     |     |     |      |     |     | 5    | 11    |
| 40   | Azhar Bhatti              |     |     |     |     |      | 5   |     |     |      |     |     |      | 11    |
| 41   | Keaton Williams           |     |     |     | 5   |      |     |     |     |      |     |     |      | 10    |
| 42   | Konstantinos Nikolopoulos |     |     |     |     |      |     |     |     | 5    |     |     |      | 10    |
| 43   | Markus Soininen           |     |     |     |     |      |     |     |     |      |     | 5   |      | 10    |
| 44   | Johan Jalet               |     |     |     |     |      |     |     | 73  |      |     |     |      | 9     |
| 45   | Kris D'alleine            | 6   |     |     |     |      |     |     | 14  |      |     |     |      | 8     |
| 46   | Aisvydas Paliukėnas       |     | 18  |     |     |      |     | 6   |     |      |     |     |      | 8     |
| 47   | Pieter Vyncke             |     |     |     |     |      |     |     | 6   |      |     |     |      | 8     |
| 48   | Ioannis Velanis           |     |     |     |     |      |     |     |     | 6    |     |     |      | 8     |
| 49   | Gabriel Morales           |     |     |     |     |      |     |     |     | 7    | 10  |     |      | 7     |
| 50   | Markus Silfvast           |     | 7   |     |     |      |     |     |     |      |     |     |      | 6     |
| 51   | Luís Ramalho              |     |     |     | 7   |      |     |     |     |      |     |     |      | 6     |
| 52   | Mauro Turati              |     |     |     |     |      |     |     |     |      |     |     | 7    | 6     |
| 53   | Patrik Barth              |     | 102 |     |     |      |     |     |     |      |     |     |      | 5     |
| 54   | Lorenzo Granai            | 8   |     |     |     |      |     |     |     |      |     |     |      | 4     |
| 55   | Kari Kallio               |     | 8   |     |     |      |     |     |     |      |     |     |      | 4     |
| 56   | Marc Martí                |     |     |     | 8   | Rit  |     |     |     |      |     |     |      | 4     |
| 57   | Alkis Rentis              |     |     |     |     |      |     |     |     | 8    |     |     |      | 4     |
| 58   | Karolína Jugasová         |     |     |     |     |      |     |     |     |      | 8   |     |      | 4     |
| 59   | Michael Gibson            |     |     |     |     |      |     |     |     |      |     | 8   |      | 4     |
| 60   | Diego Sanjuan             | 11  |     |     |     |      |     | 9   |     | 11   |     | Rit |      | 2     |
| 61   | Stéphane Prévot           | 9   |     |     |     |      |     |     |     |      |     |     |      | 2     |
| 62   | Maciej Baran              |     | 9   |     |     |      |     |     |     |      |     |     |      | 2     |
| 63   | Gerald Winter             |     |     | 9   |     |      |     |     |     |      |     |     |      | 2     |
| 64   | Vítor Hugo                |     |     |     | 9   |      |     |     |     |      |     |     |      | 2     |
| 65   | Jarno Metso               |     |     |     |     |      |     |     |     |      | 9   |     |      | 2     |
| 66   | Gary McElhinney           |     |     |     |     |      |     |     |     |      |     | 9   |      | 2     |
| 67   | Edoardo Brovelli          |     |     |     |     |      |     |     |     |      |     |     | 9    | 2     |
| 68   | Thomas Walbrecq           |     |     | 10  |     |      |     |     |     |      |     |     |      | 1     |
| 69   | Stefano Pudda             |     |     |     |     | 10   |     |     |     |      |     |     |      | 1     |
| 70   | Peter Kaspers             |     |     |     |     |      |     |     | 10  |      |     |     |      | 1     |
| 71   | Nikolaos Petropoulos      |     |     |     |     |      |     |     |     | 10   |     |     |      | 1     |
| 72   | Paolo Brusadelli          |     |     |     |     |      |     |     |     |      |     |     | 10   | 1     |
| 73   | Nikolaos Zakheos          |     |     |     |     |      |     |     |     | 125  |     |     |      | 1     |
| Pos. | Copilota                  | MON | ART | CRO | POR | SAR  | SAF | EST | YPR | ACR  | FIN | SPA | MNZ  | Punti |

| Colore  | Risultato                |
| ------- | ------------------------ |
| Oro     | Vincitore                |
| Argento | 2º posto                 |
| Bronzo  | 3º posto                 |
| Verde   | Finito a punti           |
| Blu     | Finito senza punti       |
| Blu     | Non classificato (NC)    |
| Viola   | Ritirato (Rit)           |
| Nero    | Squalificato (SQ)        |
| Nero    | Escluso (ES)             |
| Bianco  | Non ha gareggiato        |
| Bianco  | Iscrizione ritirata (WD) |
| Bianco  | Non partito (NP)         |
| Bianco  | Gara cancellata (C)      |

### Classifiche Junior WRC
La serie JWRC, giunta alla ventesima edizione, era costituita da cinque appuntamenti, due su terra e tre su asfalto. Per quanto riguarta il solo campionato piloti, erano da considerare soltanto i migliori quattro risultati e inoltre la gara finale in Catalogna assegnava punteggio doppio purché i contendenti avessero disputato almeno tre eventi in precedenza.
Il sistema di punteggio rimase lo stesso degli altri campionati con l'aggiunta che ogni equipaggio totalizzava un punto in più per ogni prova speciale vinta; tali punti erano accumulabili in tutti e cinque gli eventi.

#### Classifica piloti
| Pos. | Pilota            | CRO  | POR  | EST  | YPR  | CAT | Punti |
| ---- | ----------------- | ---- | ---- | ---- | ---- | --- | ----- |
| 1    | Sami Pajari       | (6)9 | 2    | 19   | 2    | 14  | 137   |
| 2    | Jon Armstrong     | 12   | Rit6 | 25   | 17   | 47  | 119   |
| 3    | Mārtiņš Sesks     | 2    | 13   | 36   | (6)2 | 6   | 85    |
| 4    | Lauri Joona       | 31   | (6)4 | 4    | 4    | 2   | 80    |
| 5    | Robert Virves     | (7)  | 3    | 7    | 3    | 35  | 71    |
| 6    | William Creighton | 5    | 5    | (6)  | 57   | 51  | 58    |
| 7    | Martin Koči       | 43   | 4    | Rit3 |      |     | 34    |
| 8    | Raul Badiu        | 83   | Rit  | 5    |      |     | 17    |

#### Classifica copiloti
| Pos. | Copilota        | CRO | POR  | EST  | YPR | CAT | Punti |
| ---- | --------------- | --- | ---- | ---- | --- | --- | ----- |
| 1    | Marko Salminen  | 69  | 2    | 19   | 2   | 14  | 112   |
| 2    | Phil Hall       | 12  | Rit6 | 25   | 17  | 47  | 107   |
| 3    | Renars Francis  | 2   | 13   | 36   | 62  | 6   | 77    |
| 4    | Liam Regan      | 5   | 5    | 6    | 57  | 51  | 48    |
| 5    | Mikael Korhonen |     |      | 4    | 4   | 2   | 42    |
| 6    | Aleks Lesk      |     |      |      | 3   | 35  | 35    |
| 7    | Petr Těšínský   | 43  | 4    | Rit3 |     |     | 34    |
| 8    | Ari Koponen     | 31  | 64   |      |     |     | 28    |
| 9    | Sander Pruul    | 7   | 3    | 7    |     |     | 27    |
| 10   | Rareș Fetean    | 83  | Rit  | 5    |     |     | 17    |

| \| Colore \| Risultato \| \| ------- \| ------------------------ \| \| Oro \| Vincitore \| \| Argento \| 2º posto \| \| Bronzo \| 3º posto \| \| Verde \| Finito a punti \| \| Blu \| Finito senza punti \| \| Blu \| Non classificato (NC) \| \| Viola \| Ritirato (Rit) \| \| Nero \| Squalificato (SQ) \| \| Nero \| Escluso (ES) \| \| Bianco \| Non ha gareggiato \| \| Bianco \| Iscrizione ritirata (WD) \| \| Bianco \| Non partito (NP) \| \| Bianco \| Gara cancellata (C) \| Note: x – Indica gli ulteriori punti conquistati in base al numero di prove speciali vinte. Tra parentesi i risultati scartati. |                          |
| Colore | Risultato                |
| Oro | Vincitore                |
| Argento | 2º posto                 |
| Bronzo | 3º posto                 |
| Verde | Finito a punti           |
| Blu | Finito senza punti       |
| Blu | Non classificato (NC)    |
| Viola | Ritirato (Rit)           |
| Nero | Squalificato (SQ)        |
| Nero | Escluso (ES)             |
| Bianco | Non ha gareggiato        |
| Bianco | Iscrizione ritirata (WD) |
| Bianco | Non partito (NP)         |
| Bianco | Gara cancellata (C)      |